# ハーモニカ
ハーモニカ (英: harmonica) は、自由簧（フリーリード）を使った小さな楽器で、おもにポピュラー音楽や民俗音楽で使われる。ハモニカとも呼ばれることがある。また、かつては口風琴（くちふうきん）と訳されたこともある。クロマティック・ハーモニカ、ダイアトニック・ハーモニカなどの種類がある。また関連機器として鍵盤ハーモニカがある。

## 概要・特徴
小型軽量で携帯に便利でありながら、メロディーのみならず簡単な和音も奏でられるなど演奏性能も優れている。種類も豊富で、価格帯も日本円で数百円ていどの廉価品からプロ用の高級品までそろっている。使用される音楽シーンも多彩で、学童の教育楽器や、アマチュアの趣味、プロのコンサートなど幅広い。人類が宇宙空間に持ち込んで演奏した最初の楽器でもある。

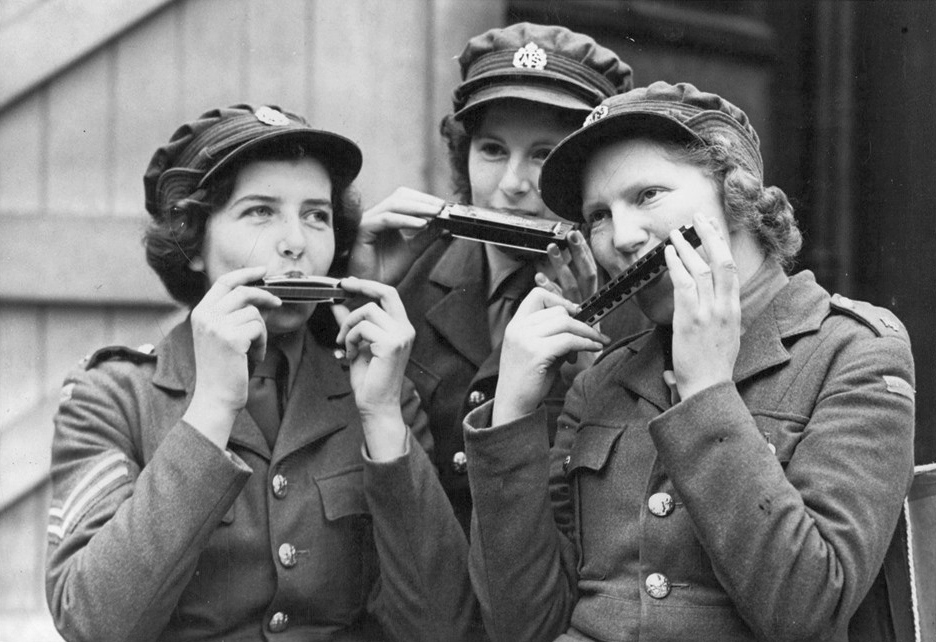
激務の合間にハーモニカを吹いて息抜きするATSの女性兵士。第二次大戦初期。
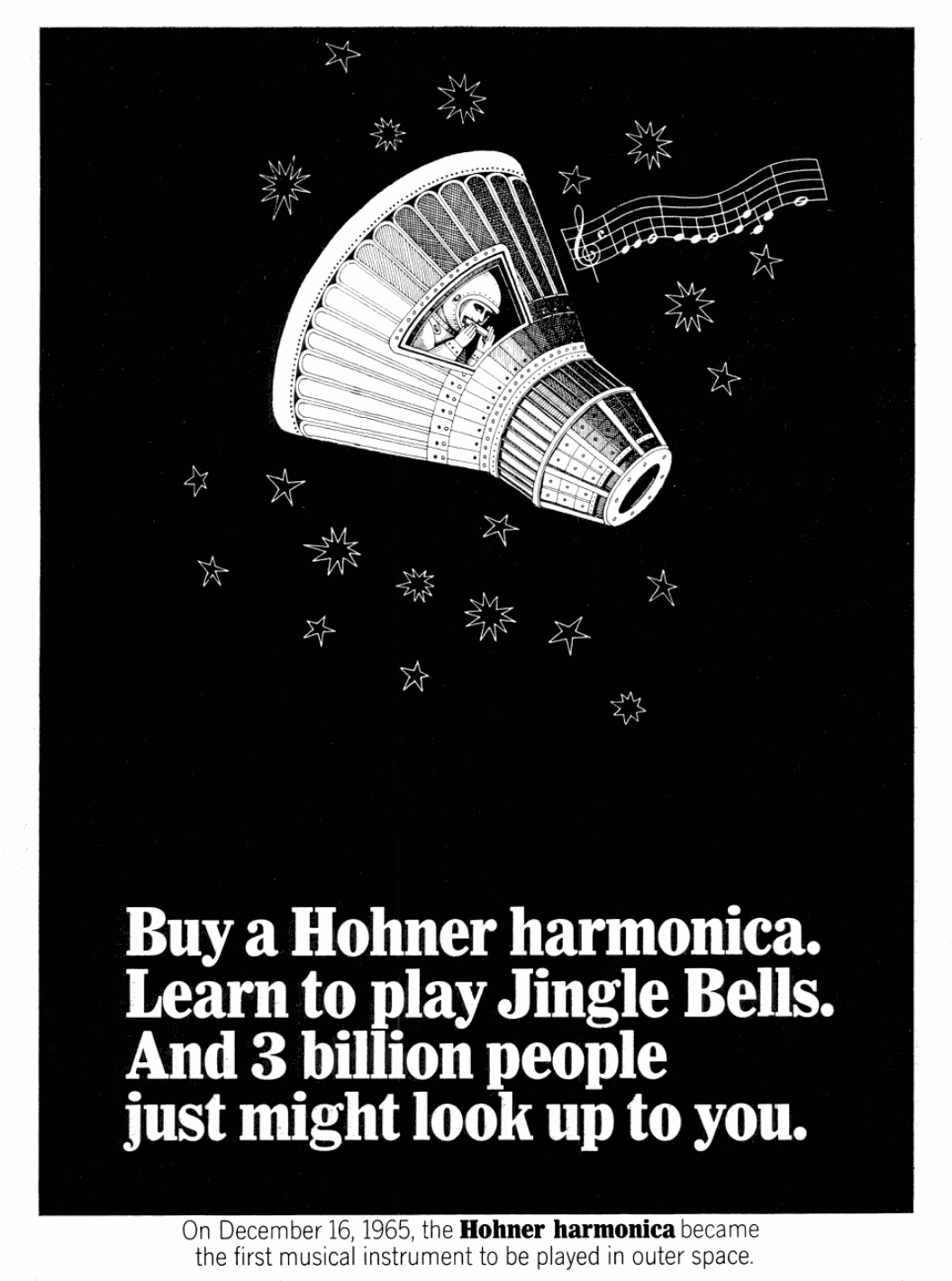
宇宙船ジェミニ6-A号で自社のハーモニカが演奏されたあとのホーナー社の広告。「ホーナーのハーモニカを買ってジングル・ベルの吹き方を習えば、30億人(当時の地球の人口)が仰ぎ見てくれるかも」
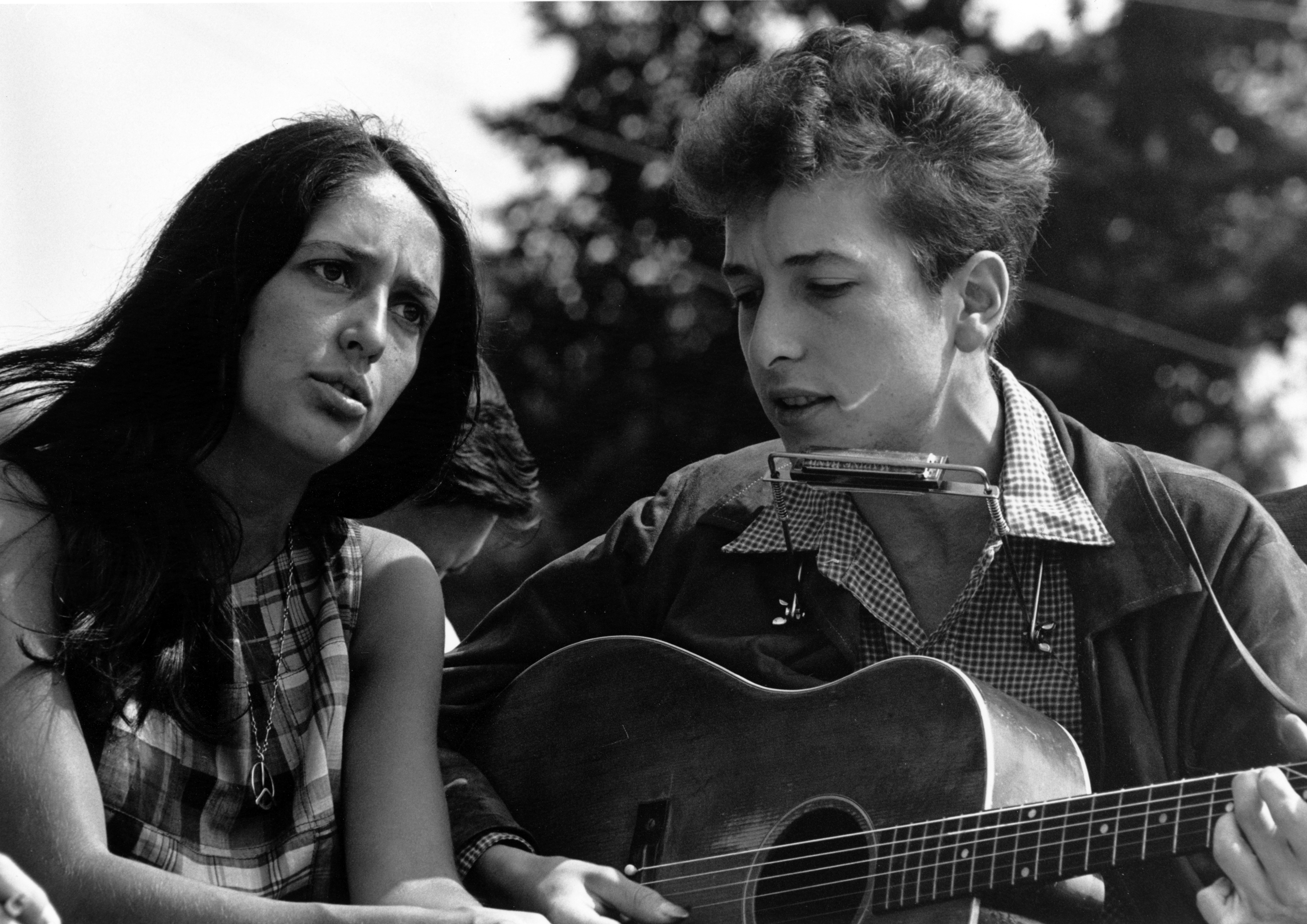
ジョーン・バエズとボブ・ディラン。ギターを弾きながらハーモニカを奏でるためのハーモニカ・ホルダーに注意。

## 詳細・種類
ハーモニカには口の中に入れて演奏できるほど小型のものから60cmほどの長さのものまでさまざまあるが、基本的には単音ハーモニカと複音ハーモニカ、アンサンブル・ハーモニカ等に分けることができる。
単音ハーモニカ - 各音につき一枚のリードを持つものである。以下の通り
- ダイアトニック・ハーモニカ
- クロマティック・ハーモニカ

複音ハーモニカ - 上下に穴があり、各穴には1枚だけリードがあり、上下のリードの調律をわずかにずらして調律してあり、同時に吹く(吸う)とトレモロの響きが奏でられるハーモニカで、元はドイツ生まれだが、東アジアで特に発展し支持されてきているハーモニカである。
アンサンブル・ハーモニカ - 主に合奏で使われるハーモニカである。以下の通り
- バス・ハーモニカ[1]
- ホルン系ハーモニカ
- コード・ハーモニカ

※演奏例　クロマティック・ハーモニカ、バス・ハーモニカ、コード・ハーモニカの合奏(YouTube)

### ダイアトニック・ハーモニカ
全音階(ダイアトニック・スケール)のハーモニカである。

#### テンホールズ・ダイアトニック・ハーモニカ

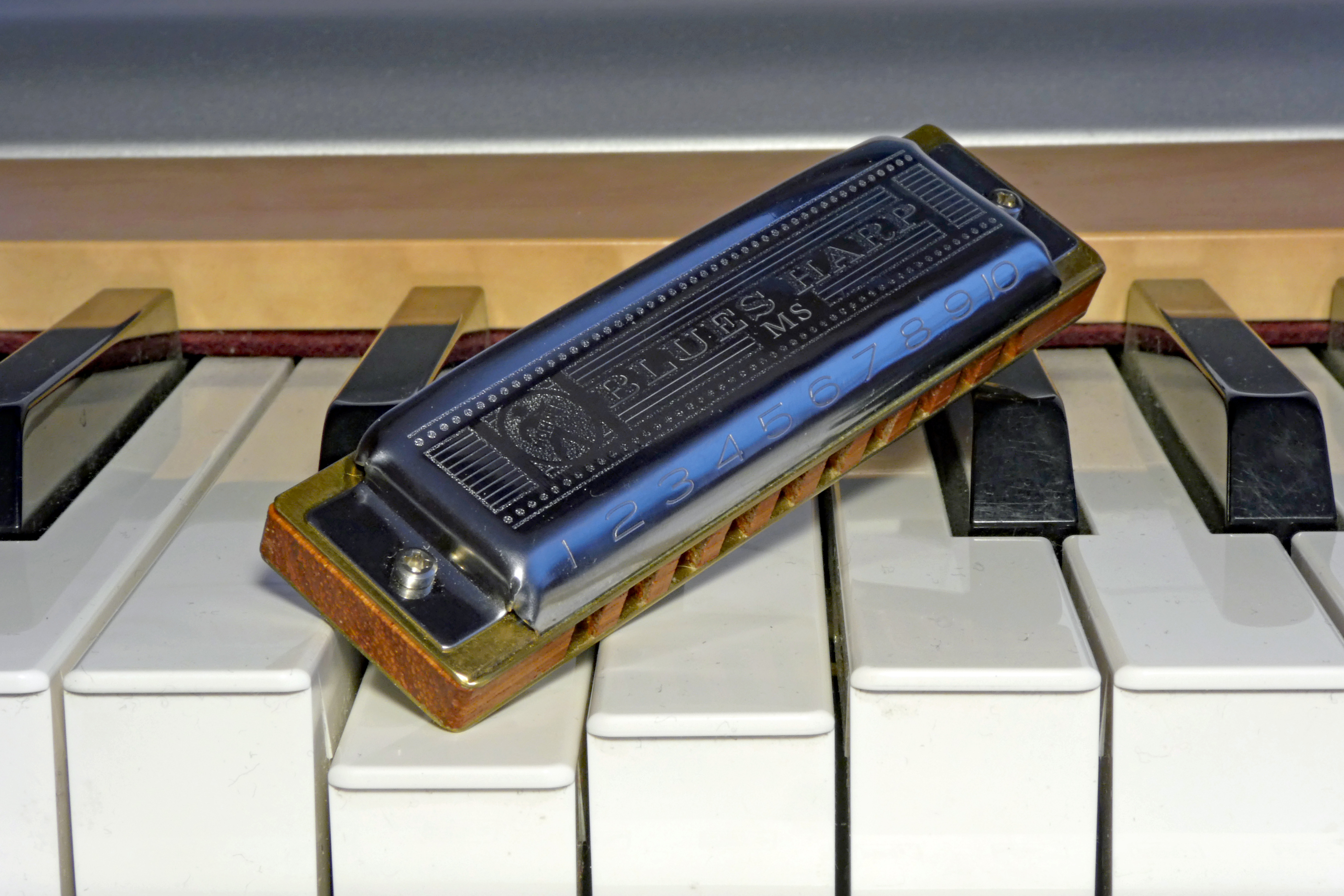
ブルースハープとピアノ鍵盤の大きさの比較。

テンホールズ・ダイアトニック・ハーモニカ (Ten Holes Diatonic Harmonica) はおそらくもっともハーモニカの原型に近い楽器だと思われる。長さ10cmほどの掌におさまる大きさで、正面から見ると10個の穴が一列に並んでいる。ブルースハープと呼ばれるモデルが最も有名で、この種のハーモニカの通称のようになっているが、この名称はホーナー社のモデル名および登録商標である。最近ではテンホールズという呼称も定着してきた。
一つの穴の上面と下面に互いに逆向きにリードが取りつけてあり、吹いたときと吸ったときで違う音が出る。音の配列はメジャー・スケールに沿ったもので主要なモデルにはGからF#まで各調が用意されている。10穴で3オクターブをカバーするため実際の音配列は少し変則的であり、C調を例にとれば以下のようである。
|      | 1 | 2 | 3 | 4 | 5 | 6 | 7 | 8 | 9 | 10 |
| ---- | - | - | - | - | - | - | - | - | - | -- |
| 吹音 | C | E | G | C | E | G | C | E | G | C  |
| 吸音 | D | G | B | D | F | A | B | D | F | A  |

つまり3オクターブといっても完全な音階が吹けるわけではない。その代わり3つの穴をまとめて吹けばトニック・コード、2-4番（1-3番）をまとめて吸えばドミナント・コード、4-6番（8-10番）をまとめて吸えばサブドミナント・コードとなる。

#### 10穴以外
ダイアトニック・ハーモニカのバリエーションとして少し小さめのポケットモデルや12穴や14穴に拡張した大型のモデルもある。また4穴のミニハーモニカはアクセサリーとしても人気があり各種発売されている。

#### 短調配列のダイアトニック・ハーモニカ
マイナー・キー配列の10穴ハーモニカの代表的なモデルとして、トンボ楽器製作所の、「メジャー・ボーイ」の Minor Key 版がある。以前は「マイナー・ボーイ」という機種名だったが、統合された。海外では、この「メジャー・ボーイ」と「マイナー・ボーイ」の名称自体、スラングに起因する性的侮辱的な名称としてとらえられ、商品に対する印象として非常に良くないため、 ウォー のハーモニカ奏者であるリー・オスカー が彼のソロ・アルバムで「マイナー・ボーイ」を使って脚光を浴びたのをきっかけに、トンボ楽器製作所は リー・オスカー と契約を結び、リー・オスカー・ブランド をトレードマークとして使用することで海外進出を図った。 「リー・オスカー」と「メジャー・ボーイ」はケースと表面プレートは異なるが中身は「メジャー・ボーイ・シリーズ」と全く同一のリード・プレート、同一素材同一形状のコームを使用している。日本で一般的な「マイナー配列」(Minor Key Harmonica / Harmonic Minor Key Harmonica)の他に、「ナチュラル・マイナー配列」(Natural Minor Key Harmonica)もあり、海外では「ナチュラル・マイナー配列」の方が一般的に使われている。

### クロマチック・ハーモニカ

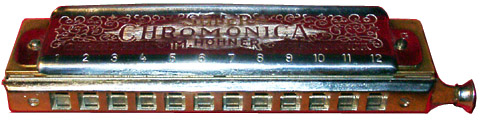
クロマチック・ハーモニカ

クロマチック(クロマティック)スケール、すなわち半音階も演奏できるように改良したタイプである。
クロマチック・ハーモニカ (Chromatic Harmonica) には上下式とスライド式がある。
上下式クロマチックというのは日本で学校教育用に考案されたもので、吹き口が上下2段にわかれている。鍵盤の白鍵に当たる音が下段に、黒鍵に当たる音が上段に配置されているので演奏方法は簡単であるが、後述のように鍵盤ハーモニカに取って代られ、現在ではアンサンブル用など一部で使われるのみである。
上下式クロマチックは別名シングル・クロマチック・ハーモニカ (Single Chromatic Harmonica) とも呼ばれる。一時期は学校教育の現場でも使用されたため、各種開発されたが、上下2段に穴があるためハーモニカに厚みがありすぎて、子供にとって非常に吹きにくいものであった。また、音階配列も各社で統一がなされなかったことも急速に衰退した理由の一つといえる。
スライド式クロマチックは、現在一般的に使われているクロマチック・ハーモニカで、どのモデルもほぼ同じ仕組みである。吹き口は一列であり、4穴で1オクターブの音が出せる。12穴3オクターブのものが主流であるが16穴4オクターブのモデルもよく使われる。吹き口は一つだが内部は上下2段にわかれていて、吹き口のすぐ後ろにある穴あき板によって片方が覆われる。側面のレバーを押すと板は横にスライドしてもう一方の穴が開放される。レバーを放せば板はばね仕掛けで元に戻る。つまりC調のハーモニカの場合CとC#のリードプレートが取りつけてあり、通常はCのリードが鳴り、レバーを押すとC#のリードが鳴る仕組みである。※(HOHNER SuperChrominica270)が有名。（ホーナーの歴史と共に歩んできたロングセラーモデル）
また、内部構造も複雑で、リードに空気を送るのを「バルブ」と呼ばれる薄い皮膜状の物で振り分けをしており、これが過度に濡れたりすると音質が変わったり、音が出なくなったりする。このバルブに不具合が生じやすい欠点があり、素人には使いにくい面がある。機構も複雑だが演奏家の技量も要求される機種なのでかなりの上級者向きのハーモニカと言える。
基本的にスライド式クロマチック・ハーモニカは単音のハーモニカであるが、2012年に鈴木楽器製作所の開発・発売により、世界初の複音スライドマチック式クロマチック・ハーモニカが世に出た。
| ノーマル | 1  | 2  | 3  | 4  | 5  | 6  | 7  | 8  | 9  | 10 | 11 | 12 |
| -------- | -- | -- | -- | -- | -- | -- | -- | -- | -- | -- | -- | -- |
| 吹音     | C  | E  | G  | C  | C  | E  | G  | C  | C  | E  | G  | C  |
| 吸音     | D  | F  | A  | B  | D  | F  | A  | B  | D  | F  | A  | B  |
| レバー押 | 1  | 2  | 3  | 4  | 5  | 6  | 7  | 8  | 9  | 10 | 11 | 12 |
| 吹音     | C# | E# | G# | C# | C# | E# | G# | C# | C# | E# | G# | C# |
| 吸音     | D# | F# | A# | B# | D# | F# | A# | B# | D# | F# | A# | D  |

※ B#とC、E#とFは実際には同じ音であるが吹音と吸音の違いがあり、曲によって使い分けたりする。

### 複音ハーモニカ
複音ハーモニカは、海外ではトレモロ・ハーモニカ (Tremolo Tuned Harmonica) と言われる。1音につき2枚のリードがありわずかにピッチをずらして調律してあるため微妙にビブラートがかかり豊かな響きを生む。テンホールズ・ダイアトニック・ハーモニカやクロマティック・ハーモニカと違って、一つの穴につきリードが1枚である。正面から見ると小さめの穴が上下2段に並んでいて、上下の穴を同時に吹いて（吸って）鳴らす。吹く音と吸う音は交互に並んでいる。
元来はドイツで開発された物で、後述の欧米式音配列(リヒター配列) が海外では主流であったが、後に日本で川口章吾が改良した日本式配列の複音ハーモニカがアジア一帯に広く普及した。また、東アジアの広域で、その地域の音楽になじんだ音色だったこともあり、日本式配列の複音ハーモニカはアジアで大発展した。
| _1 | _2 | _3 | _4 | _5 | _6 | _7 | _8 | _9 | 10 | 11 | 12 | 13 | 14 | 15 | 16 | 17 | 18 | 19 | 20 |
| -- | -- | -- | -- | -- | -- | -- | -- | -- | -- | -- | -- | -- | -- | -- | -- | -- | -- | -- | -- |
| C  | D  | E  | G  | G  | B  | C  | D  | E  | F  | G  | A  | C  | B  | E  | D  | G  | F  | C  | A  |
| C  | D  | E  | G  | G  | B  | C  | D  | E  | F  | G  | A  | C  | B  | E  | D  | G  | F  | C  | A  |

演奏も容易で日本では昔から人気があった。古い歌謡曲の歌本にはハーモニカ用の数字譜が付いているものも多かった。日本では穴の数を増やし低音部でもメロディが吹けるように工夫し、21穴や23穴3オクターブのものが主流であり、ハーモニカ・メーカーでも、主力品種のモデルには、長調短調24調子を揃えていることが多いし、売れ口のモデルには特注で「ナチュラル・マイナー・ハーモニカ」も用意されていることもある。特殊な例として、トンボ楽器製作所の製作した、日本民謡に対応したペンタトニック・モデル・ハーモニカなど限定的使用機種も開発されている。
| _1 | _2 | _3 | _4 | _5 | _6 | _7 | _8 | _9 | 10 | 11 | 12 | 13 | 14 | 15 | 16 | 17 | 18 | 19 | 20 | 21 | 22 | 23 | 24 |
| -- | -- | -- | -- | -- | -- | -- | -- | -- | -- | -- | -- | -- | -- | -- | -- | -- | -- | -- | -- | -- | -- | -- | -- |
| G  | D  | C  | F  | E  | A  | G  | B  | C  | D  | E  | F  | G  | A  | C  | B  | E  | D  | G  | F  | C  | A  | E  | B  |
| G  | D  | C  | F  | E  | A  | G  | B  | C  | D  | E  | F  | G  | A  | C  | B  | E  | D  | G  | F  | C  | A  | E  | B  |

※ 21穴に低音部のG、高音部のE、bを追加してある。

21穴式　　24種類、配列紹介　　　(C) stephano
| 音階     | ●        | ○        | ●        | ○        | ●        | ○        | ●        | ○        | ●        | ○        | ●        | ○        | ●        | ○        | ●        | ○        | ●        | ○        | ●        | ○        | ●        |
| メジャー | 2        | 1        | 4        | 3        | 6        | 5        | 7        | 1        | 2        | 3        | 4        | 5        | 6        | 1        | 7        | 3        | 2        | 5        | 4        | 1        | 6        |
| E♭.D#    | ファ F   | #レ D#   | #ソ G#   | ソ G     | ド C     | #ラ A#   | レ D     | #レ D#   | ファ F   | ソ G     | #ソ G#   | #ラ A#   | ド C     | #レ D#   | レ D     | ソ G     | ファ F   | #ラ A#   | #ソ G#   | #レ D#   | ド C     |
| D        | ミ E     | レ D     | ソ G     | #ファ F# | シ B     | ラ A     | #ド C#   | レ D     | ミ E     | #ファ F# | ソ G     | ラ A     | シ B     | レ D     | #ド C#   | #ファ F# | ミ E     | ラ A     | ソ G     | レ D     | シ B     |
| D♭.C#    | #レ D#   | #ド C#   | #ファ F# | ファ F   | #ラ A#   | #ソ G#   | ド C     | #ド C#   | #レ D#   | ファ F   | #ファ F# | #ソ G#   | #ラ C#   | #ド C#   | ド C     | ファ F   | #レ D#   | #ソ G#   | #ファ F# | #ド C#   | #ラ A#   |
| C        | レ D     | ド C     | ファ F   | ミ E     | ラ A     | ソ G     | シ B     | ド C     | レ D     | ミ E     | ファ F   | ソ G     | ラ A     | ド C     | シ B     | ミ E     | レ D     | ソ G     | ファ F   | ド C     | ラ A     |
| B        | #ド C#   | シ B     | ミ E     | #レ D#   | #ソ G#   | #ファ F# | #ラ A#   | シ B     | #ド C#   | #レ D#   | ミ E     | #ファ F# | #ソ G#   | シ B     | #ラ A#   | #レ D#   | #ド C#   | #ファ F# | ミ E     | シ B     | #ソ G#   |
| B♭.A#    | ド C     | #ラ A#   | #レ D#   | レ D     | ソ G     | ファ F   | ラ C     | #ラ C#   | ド C     | レ D     | #レ D#   | ファ F   | ソ G     | #ラ A#   | ラ A     | レ D     | ド C     | ファ F   | #レ D#   | #ラ A#   | ソ G     |
| A        | シ B     | ラ A     | レ D     | #ド C#   | #ファ F# | ミ E     | #ソ G#   | ラ A     | シ B     | #ド C#   | レ D     | ミ E     | #ファ F# | ラ A     | #ソ G#   | #ド F#   | シ B     | ミ E     | レ D     | ラ A     | #ファ F# |
| A♭.G#    | #ラ A#   | #ソ G#   | #ド C#   | ド C     | ファ F   | #レ D#   | ソ G     | #ソ G#   | #ラ A#   | ド C     | #ド F#   | #レ D#   | ファ F   | #ソ G#   | ソ G     | ド C     | #ラ A#   | #レ D#   | #ド C#   | #ソ G#   | ファ F   |
| G        | ラ A     | ソ G     | ド C     | シ B     | ミ E     | レ D     | #ファ F# | ソ G     | ラ A     | シ B     | ド C     | レ D     | ミ E     | ソ G     | #ファ F# | シ B     | ラ A     | レ D     | ド C     | ソ G     | ミ E     |
| F#       | #ソ G#   | #ファ F# | シ B     | #ラ A#   | #レ B#   | #ド C#   | ファ F   | #ファ F# | #ソ G#   | #ラ A#   | シ B     | #ド C#   | #レ D#   | #ファ F# | ファ F   | #ラ A#   | #ソ G#   | #ド C#   | シ B     | #ファ F# | レ D     |
| F        | ソ G     | ファ F   | #ラ A#   | ラ A     | レ D     | ド C     | ミ E     | ファ F   | ソ G     | ラ A     | #ラ A#   | ド C     | レ D     | ファ F   | ミ E     | ラ A     | ソ G     | ド C     | #ラ A#   | ファ F   | レ D     |
| E        | #ファ F# | ミ E     | ラ C     | #ソ G#   | #ド C#   | シ B     | #レ D#   | ミ E     | #ファ F# | #ソ G#   | ラ A     | シ B     | #ド C#   | ミ E     | #レ D#   | #ソ G#   | #ファ F# | シ B     | ラ A     | ミ E     | #ド C#   |

| 音階     | ●        | ○        | ●        | ○        | ●        | ○        | ●        | ○        | ●        | ○        | ●        | ○        | ●        | ○        | ●        | ○        | ●        | ○        | ●        | ○        | ●        |
| マイナー | 7        | 6        | 2        | 1        | 4        | 3        | #5       | 6        | 7        | 1        | 2        | 3        | 4        | 6        | #5       | 1        | 7        | 3        | 2        | 6        | 4        |
| Em.D#m   | ファ F   | #レ D#   | #ソ G#   | #ファ F# | シ B     | #ラ G#   | レ D     | #レ D#   | ファ F   | #ファ F# | #ソ G#   | #ラ A#   | シ b     | #レ D#   | レ D     | #ファ F# | ファ F   | #ラ A#   | #ソ G#   | #レ D#   | シ B     |
| Dm       | ミ E     | レ D     | ソ G     | ファ F   | #ラ A#   | ラ A     | #ド C#   | レ D     | ミ E     | ファ F   | ソ G     | ラ A     | #ラ A#   | レ D     | #ド C#   | ファ F   | ミ E     | ラ A     | ソ G     | レ D     | #ラ A#   |
| D♭m.C#m  | #レ D#   | #ド C#   | #ファ F# | ミ E     | ラ A     | #ソ G#   | ド C     | #ド C#   | #レ D#   | ミ E     | #ファ F# | #ソ G#   | ラ A     | #ド C#   | ド C     | ミ E     | #レ D#   | #ソ G#   | #ファ F# | #ド F#   | ラ C     |
| Cm       | レ D     | ド C     | ファ F   | #;レ D#  | #ソ G#   | ソ G     | シ B     | ド C     | レ D     | #レ D#   | ファ F   | ソ G     | #ソ G#   | ド C     | シ B     | #レ D#   | レ D     | ソ G     | ファ F   | ド C     | レ D     |
| Bm       | #ド C3   | シ B     | ミ E     | レ D     | ソ G     | #ファ F# | #ラ A#   | シ B     | #ド C#   | レ D     | ミ E     | #ファ F# | ソ G     | シ B     | #ラ A#   | レ D     | #ド C#   | #ファ F# | ミ E     | シ B     | ソ G     |
| B♭m.A#m  | ド C     | #ラ A#   | #レ D#   | #ド C#   | #ファ F# | ファ F   | ラ A     | #ラ A#   | ド C     | #ド C#   | #レ D#   | ファ F   | #ファ F# | #ラ A#   | ラ A     | #ド C#   | ド C     | ファ F   | #レ D#   | #ラ A#   | #ファ F# |
| Am       | シ B     | ラ A     | レ D     | ド C     | ファ F   | ミ E     | #ソ G#   | ラ A     | シ B     | ド C     | レ D     | ミ E     | ファ F   | ラ C     | #ソ G#   | ド C     | シ B     | ミ E     | レ D     | ラ A     | ファ F   |
| A♭m.G#m  | #ラ A#   | #ソ G#   | #ド C#   | シ B     | ミ E     | #レ D#   | ソ G     | #ソ G#   | #ラ A#   | シ B     | #ド F#   | #レ D#   | ミ E     | #ソ G#   | ソ G     | シ B     | #ラ A#   | #レ D#   | #ド C#   | #ソ G#   | ミ E     |
| Gm       | ラ A     | ソ G     | ド A     | #ラ A#   | #レ D#   | レ D     | #ファ F# | ソ G     | ラ A     | #ラ A#   | ド C     | レ D     | #レ D#   | ソ G     | #ファ F# | #ラ A#   | ラ A     | レ D     | ド C     | ソ G     | #レ D#   |
| F#m      | #ソ G#   | #ファ F# | シ B     | ラ A     | レ D     | #ド C#   | ファ F   | #ファ F# | #ソ G#   | ラ A     | シ B     | #ド C#   | レ D     | #ファ F# | ファ F   | ラ A     | #ソ G#   | #ド C#   | シ B     | #ファ F# | レ D     |
| Fm       | ソ G     | ファ F   | #ラ A#   | #ソ G#   | #ド C#   | ド C     | ミ E     | ファ F   | ソ G     | #ソ G#   | #ラ A#   | ド C     | #ド C#   | ファ F   | ミ E     | #ソ G#   | ソ G     | ド C     | #ラ A#   | ファ F   | #ド C#   |
| Em       | #ファ F# | ミ E     | ラ A     | ソ G     | ド C     | シ B     | #レ D#   | ミ E     | #ファ F# | ソ G     | ラ A     | シ B     | ド C     | ミ E     | #レ D#   | ソ G     | #ファ F# | シ B     | ラ A     | ミ E     | ド C     |

### その他のハーモニカ
ハーモニカの歴史の中にはさまざまな変わった機種が存在するが、現在では上記の3種が主流である。他に使われるものとしては、複音ハーモニカから派生した、上下にリードをオクターブ違いに調律したものがある。これは「オクターブ・ハーモニカ」と呼ばれる。この機種はかなり限定的な使用をされるので各メーカーで必ず制作している物ではない。構造としては、二段式の穴になっており、上と下では同じ音階だがオクターブの異なるリードが同時に鳴るので、ハーモニカ・アンサンブルなどで伴奏に厚みを付ける役目で利用されるにとどまる。
また、「コード・ハーモニカ」と「バス・ハーモニカ」があるが、ハーモニカ・アンサンブルでの上記同様、伴奏楽器として以外に使用されることはまずない。利用方法も限定的なため、古くから同じ機種が細々と継続販売されている物が多い。
この他、複数のトランペット型のホーンが付いたハーモニカ(ビブラート効果があり独特な響きになる）や、ベル付きのハーモニカ、調が異なる複数のハーモニカを星形にまとめて転調もこなせる回転式ハーモニカ、夜中でも練習できる消音器付きハーモニカなど、ユニークな機種が多数、存在する。

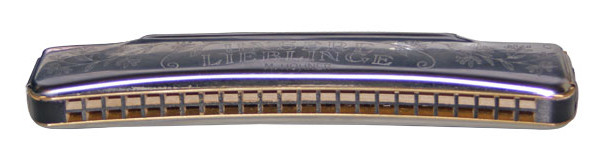
オクターブ・ハーモニカ
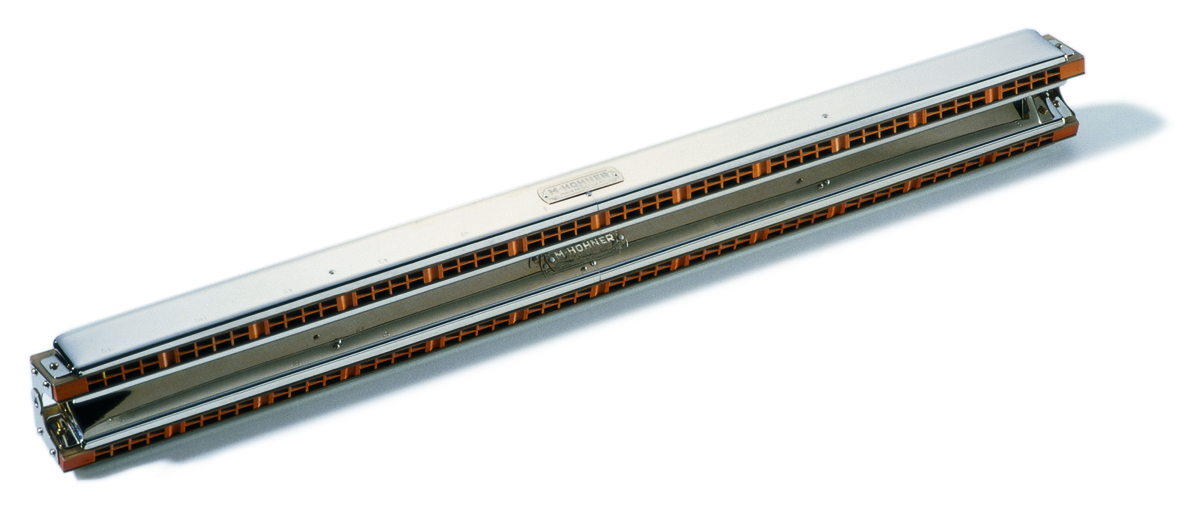
コード・ハーモニカ
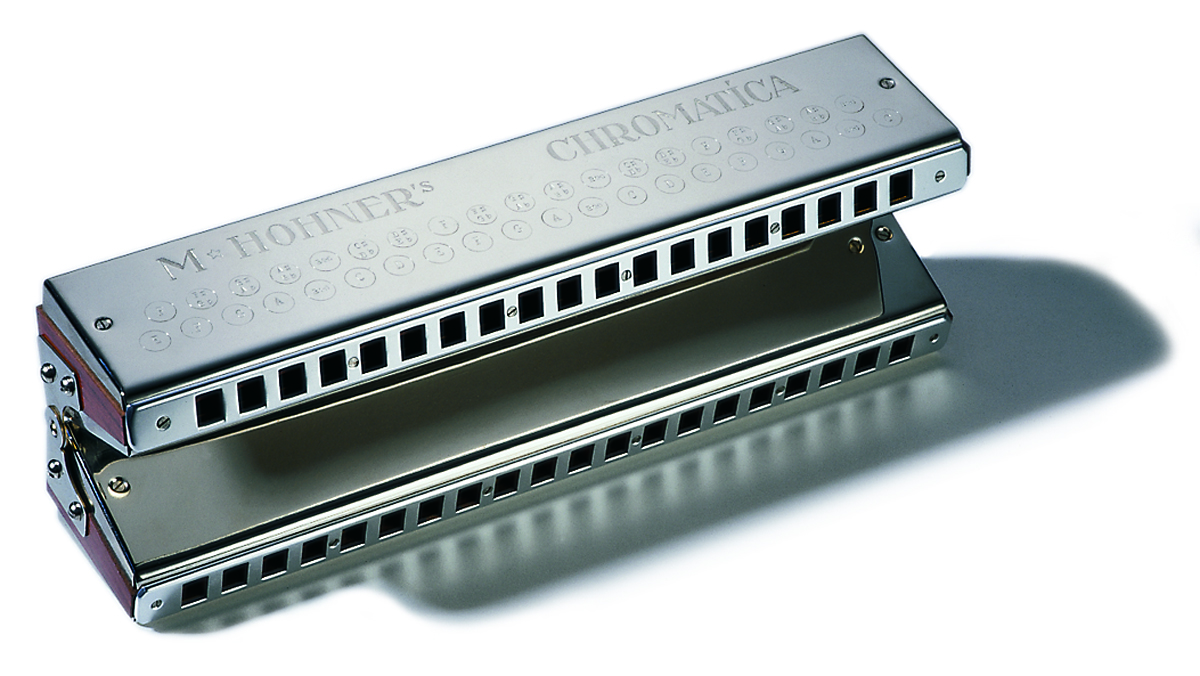
バス・ハーモニカ
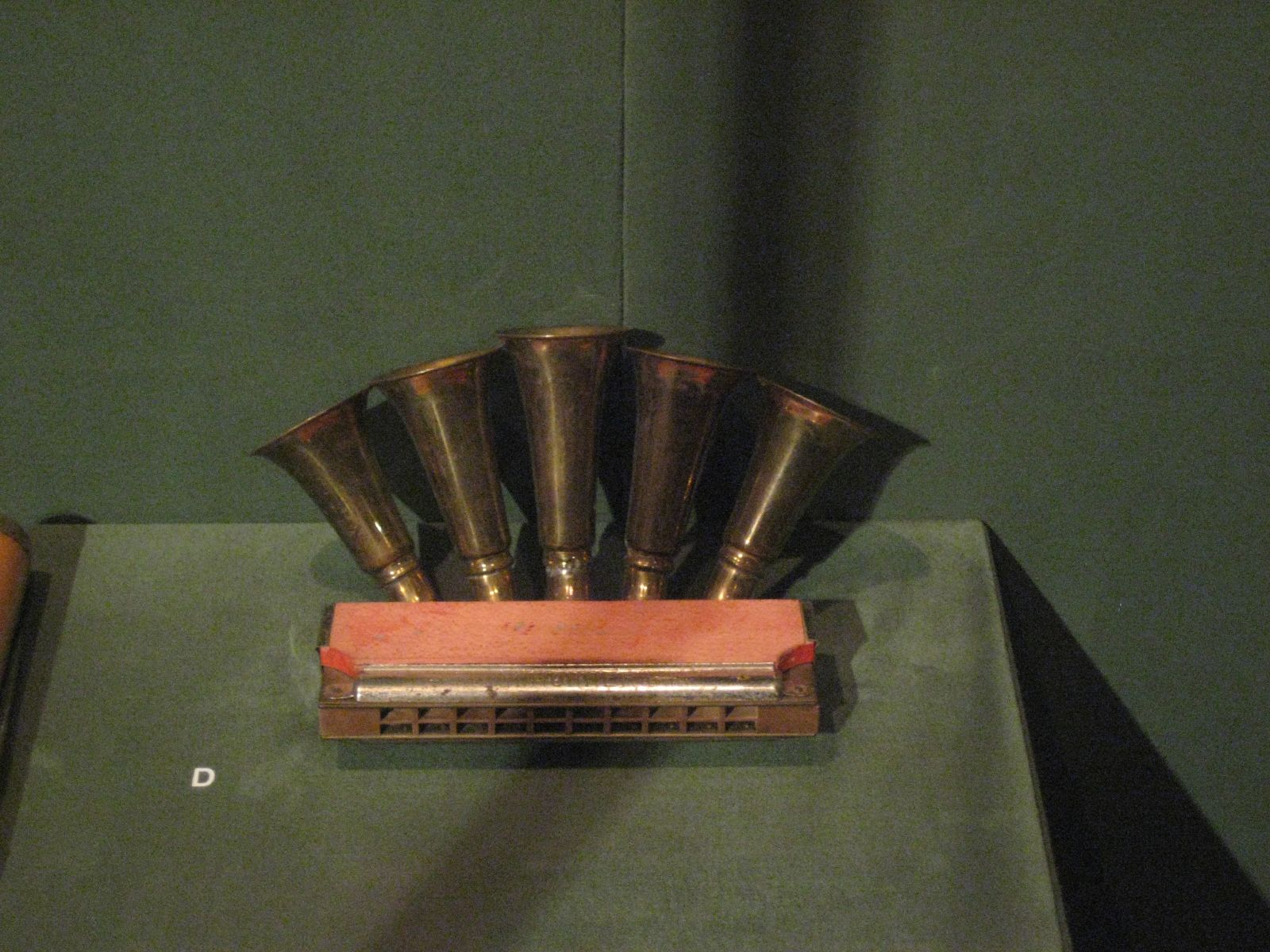
トランペット型ホーン付き
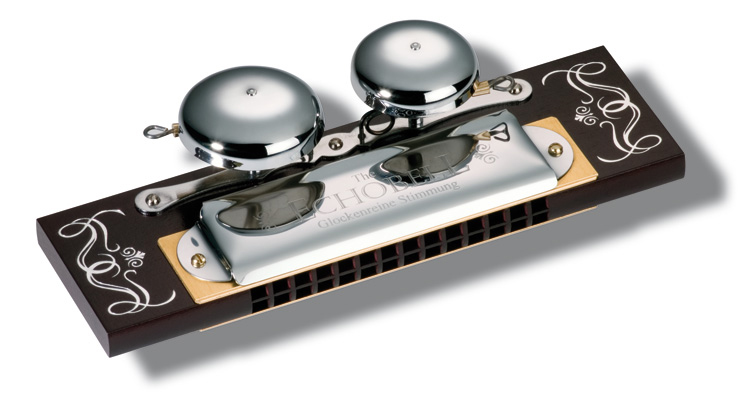
ベル付き
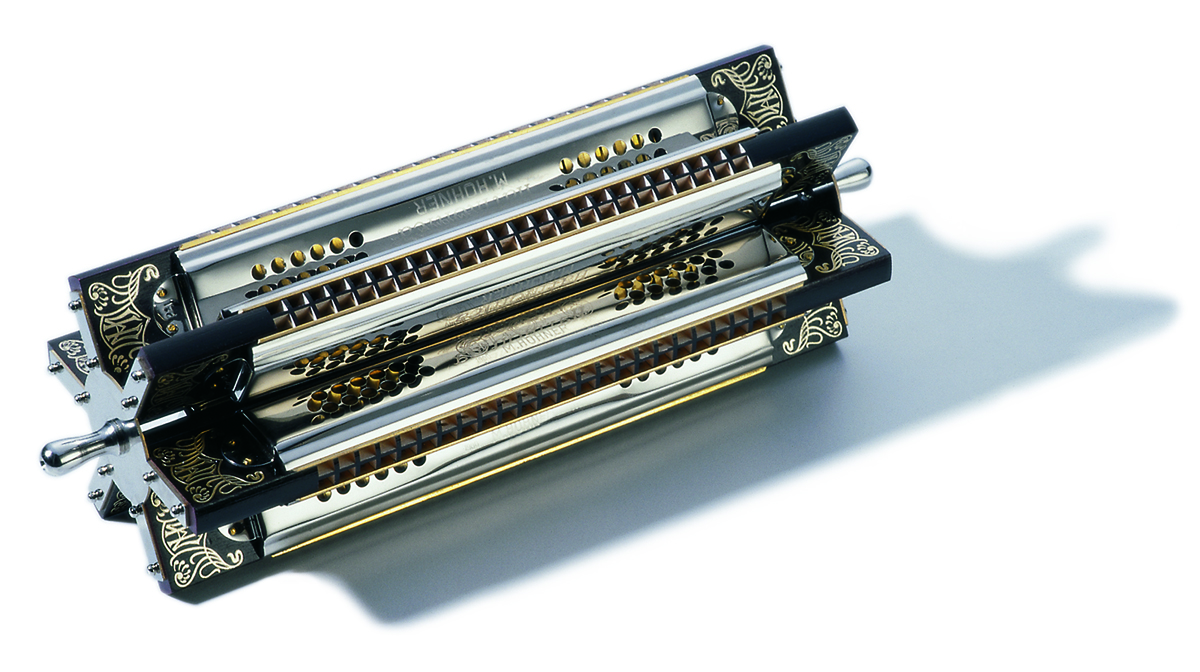
ホーナーのクロスベンダー。調が異なる6本の複音ハーモニカを星型にまとめる器具。
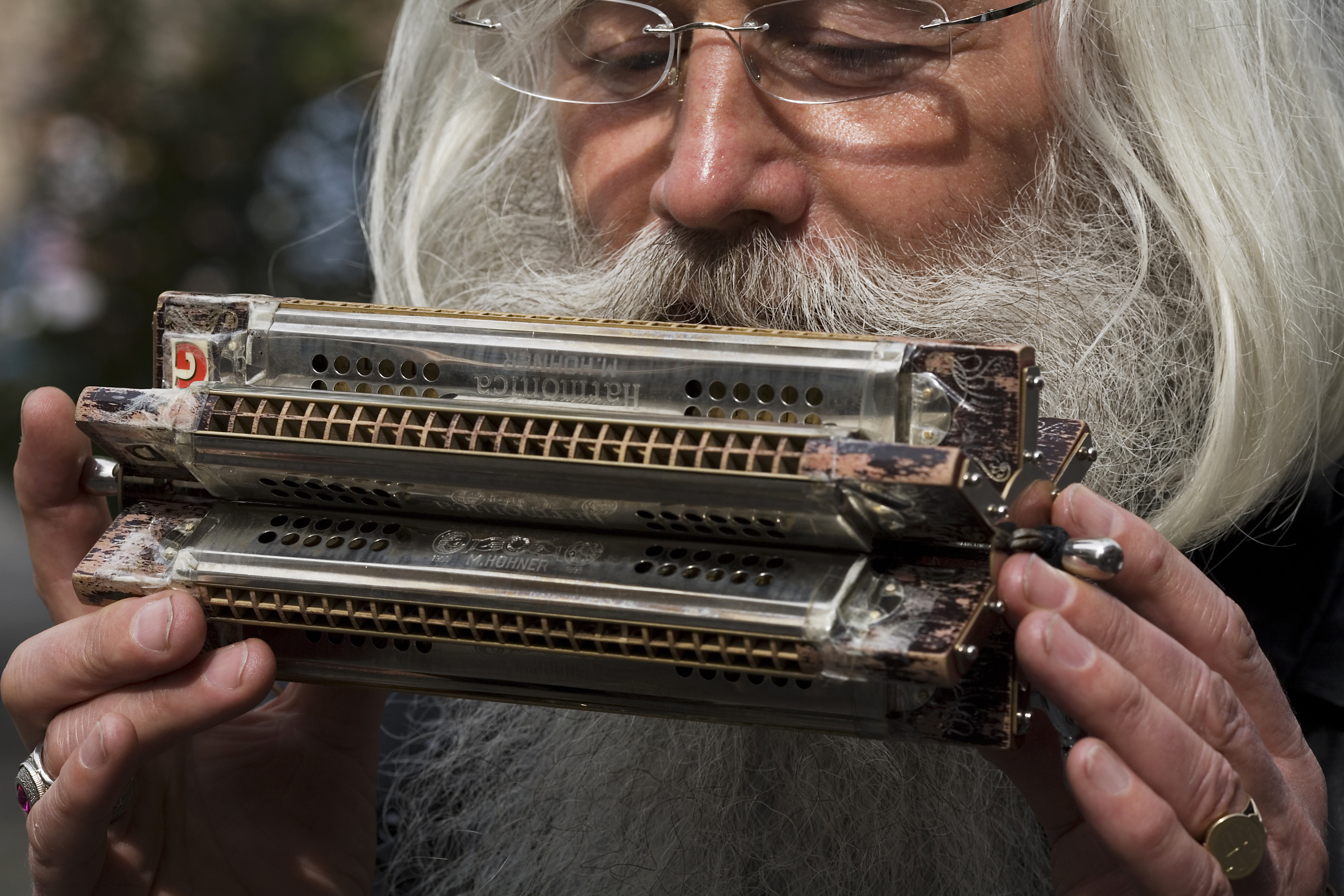
クロスベンダーの使い方。このような器具を使わず、素手で調の異なる数本のダイアトニック・ハーモニカをつかんで吹き鳴らし、転調をこなす猛者もいる。
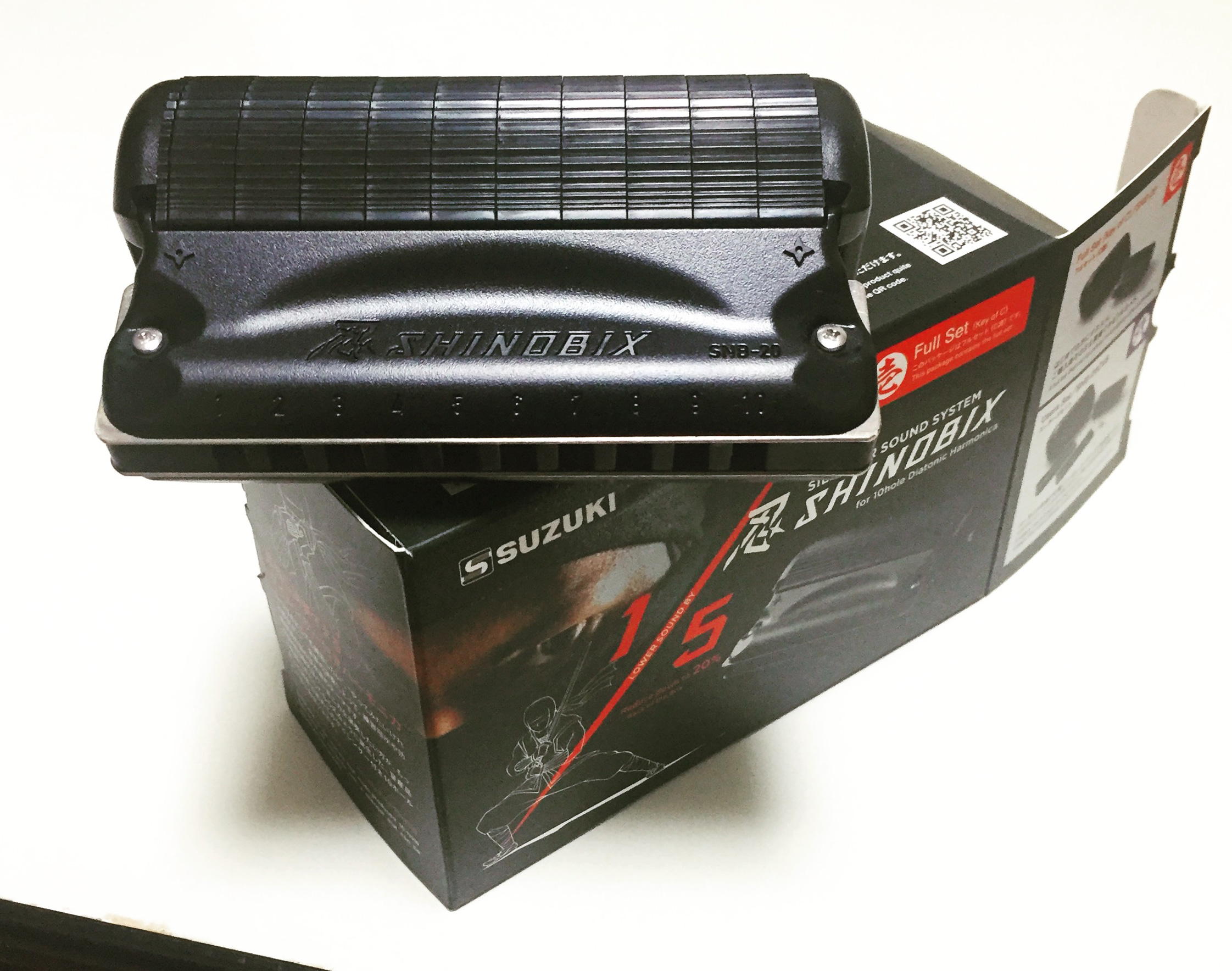
着脱可能な消音器(弱音器)を装着した10穴ハーモニカ「SUZUKI SNB-20　 SHINOBIX 忍」
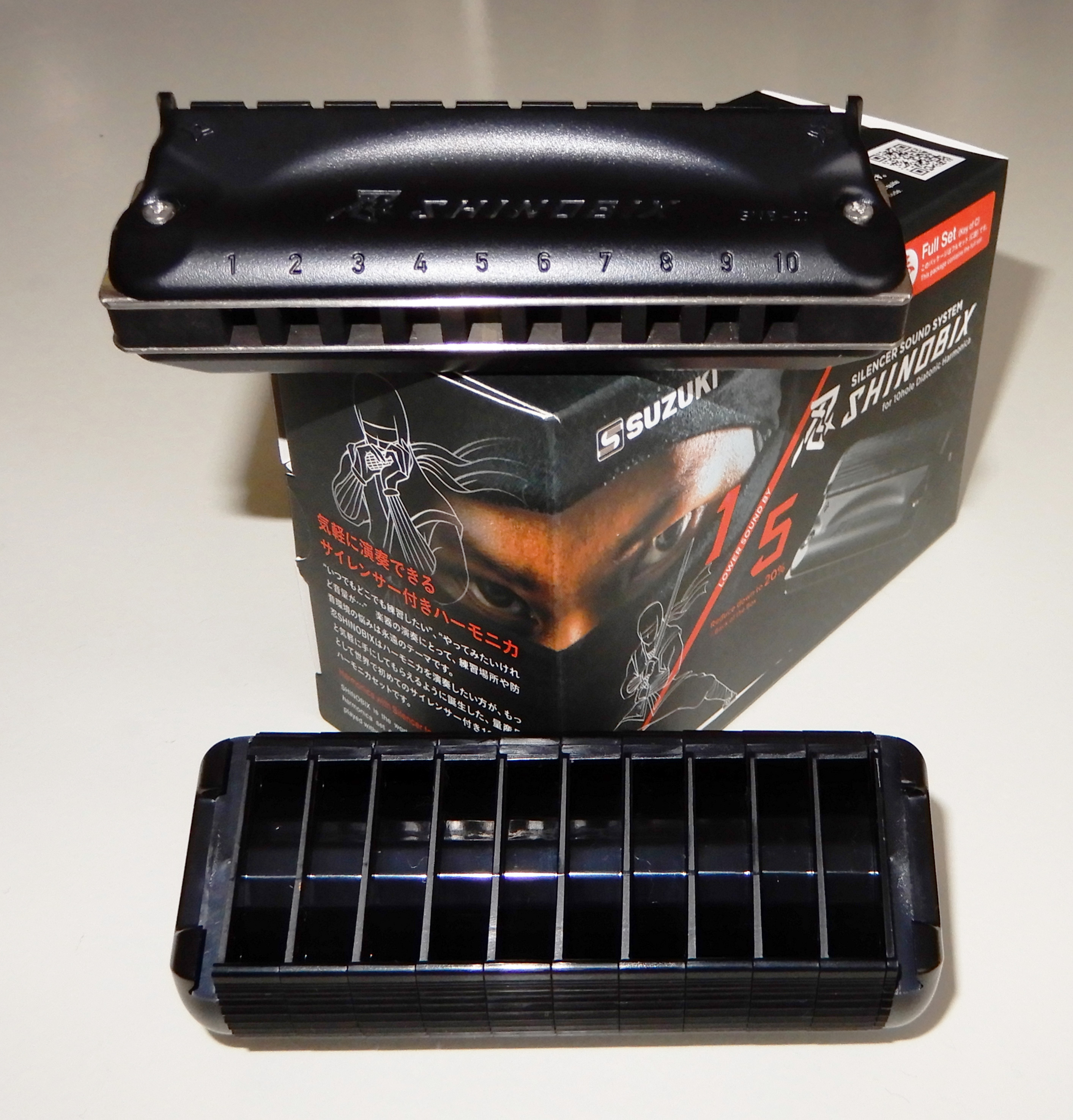
左の消音器をはずして下に置いた状態

## ハーモニカの構造と材質及びその分類

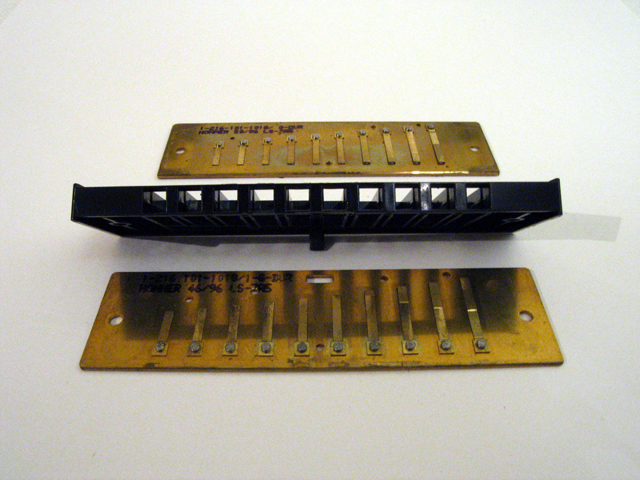
内部構造

ハーモニカのリードは金属製で、一般的には合金である真鍮を主に使われるが、それに多種の金属を混ぜた複雑な合金製の物もあり、真鍮リードと一言で言っても、国内で使用が許可された真鍮合金は11種類有る。また、最近は、真鍮ではなくステンレスを用いたリードを持つハーモニカ (サイドル・ゾーン社製の物) も発売されている。これは真鍮性の物よりは丈夫であるが、せいぜい真鍮性の3倍程度の寿命が延びるもので、サイドル・ゾーン社のアナウンスほど耐久性が有るとの実証実験をされた物ではない。
次に、それぞれのリードよりわずかに大きい穴を開けたリード・プレートにリードが取りつけられ、「木製」あるいは、「プラスティック」、「木製の微細なチップを合成樹脂に練り込んだ特殊樹脂の新素材」、「アクリル樹脂」、また近年は「無垢のアルミ素材」や「真鍮にメッキをした金属」のボディ(これらは櫛型筐体のためコームと呼ばれる)などにリード・プレートが取りつけられる。高級品ハーモニカのコームは「木材製」にこだわる物も多くある。主に使用される木材は、国内だと楓材やローズウッド材があり、狂いも出にくく音程が安定しやすい。ドイツのホーナー社などは初期の頃はカリン材を使用していた。特定のコーム素材が他のコーム素材よりも優れているのは、その耐久性である。
そのコームにリード・プレードを取り付ける。昨今の「合成樹脂コーム」、「木材粉末入り特殊樹脂コーム」、「アクリル・コーム」、「無垢なアルミニウム素材で仕上げたコーム」そして、「真鍮素材に鍍金を施した金属製コーム」などは、先のリード・プレートをネジで締め付けて止める様に設計されている。しかし、戦前からある高級木製ハーモニカは、国内産の物は既に高級版しか残存しないため、ネジ止めとはせずに、わざわざ昔ながらの製法を尊び、リードプレートは、木製コームに釘止めされて組み上げられている。そのため、分解清掃が頻繁には出来ない。
また、コームにはリードの長さにあわせた溝が掘ってあり、前面の吹き口から吹き込まれた息で、それぞれのリードを振動させる仕組みとなっている。リードを取りつける向きによって、吹き吸い別々のリードを鳴らすことができる。「吹奏する楽器」であるが、いわゆる管楽器のような管体を持っていないので、管楽器という呼称はあまり用いられず、分類するなら（リードオルガン類）である。このことが口琴と言う名前の由来となっている。
一番利用率の高いコームの材質は、現在は殆どが合成樹脂製のものである。製造が安価で楽に出来ること、複雑な形の物も簡単に製作でき不良品が出にくい、また、長時間の演奏でも水分を吸収しないために、音質が安定しているなどの長所がある。リード・プレードとの接合部から息がもれるのも少ないため、その多くは音の立ち上がりが際だち、澄んだ音質に鳴りやすい。 
しかし、より精緻な音質や微妙な余韻にこだわる高度な演奏家向けには、いろいろな素材のコームで出来た高級ハーモニカが販売されている。一般的には木材製の物は水分を含むと膨張して音程が狂ったり、変形しやすいのだが、ホーナー社は昔はカリン材を使用していた。カリン材(Pterocarpus indicus Willd., 1802) とは、「Burmese Rosewood」などと呼ばれ、バラ科のカリン(Chaenomeles sinensis (Thouin) Koehne, 1893) とは別種の木材である。ここで述べるカリン材とは、マメ科シタン属の広葉樹であり、主にミャンマーなどが主要産出国である。材質はシタン（紫壇）に劣るが、耐朽性は大きい。
また、日本の国産高級ハーモニカには、昔ながらの楓材を使用している物もある。本来の楓材とは、ハード・メープル(Acer saccharum Marshall, 1785) と ソフト・メープル {レッド・メープル(Acer rubrum L., 1753), シルバー・メープル(Acer saccharinum L., 1753), ボックスエルダー(Acer negundo L., 1753)などの以上3種の楓材の総称。} の合計4種の木材のことを指す。これらは用途に応じて使い分けられる。(しかしソフト・メープルとして分類される樹種のボックスエルダーは用材として現在はあまり使われない。) また、トンボ楽器製作所などは、以上の海外楓材ではなく、国産の楓に拘り、独自に開発使用しており、これはどの種(しゅ)のカエデを使用材としているかの内訳は非公開である。カエデ属の植物は964 records.もの多種が学術記載をされているため、真相は不明である。　
新しい流れとして、より良い音質と美しさを兼ね備えた付加価値が見いだされているため、鈴木楽器製作所などでは、ローズウッドを使用している高級機種が開発されている。ローズウッドとは、花のバラとは全く関係ない樹木で、マメ科のツルサイカチ属（Dalbergia）及び、シタン属（Pterocarpus）に属する木材である。西洋で高く評価されるローズウッドは、ブラジリアン・ローズウッド(Dalbergia nigra (Vell.) Allemão ex Benth., 1860) なのだが、今ではワシントン条約 (CITES) で絶滅の危機に瀕した種に指定されており入手困難である。(ブラジリアン・ローズウッドはリオ・ローズウッド、バイア・ローズウッドとしても知られている。)この木材は強い甘い匂いがあり、この匂いは長年持続するので、「ローズウッド」という名前が付けられた。591 records もの数が学術記載をされている、ツルサイカチ属のすべての樹種がローズウッドというわけではなく、ローズウッドと呼ばれる木は、その中でもおよそ 12 種類に過ぎない。東洋で重要視される木材のシタン（紫檀）も精密加工に向いた木材として利用することのできるツルサイカチ属（Dalbergia）及び、シタン属（Pterocarpus）に属する樹木の総称であり、ローズウッド同様堅く磨きが掛けられる良質の材質が得られる木材である。

それらとは逆に、コームを金属で製作した物も増えてきている。アルミニウムや、真鍮にクロム鍍金をしたものなどである。金属コームのハーモニカは、音質の正確性が依り増すので、レコーディングなどに向いたプロ用の超高級ハーモニカが作れる。
上記のリード・プレートとコームが組み上げられた物に、さらに金属のカバー・プレートで覆いネジ止めをして組み立てが完了する。この金属性のカバー・プレートが共鳴箱の役割をしてハーモニカの音を響かせている。そのため、このカバー・プレートの素材や素材の厚み、開口部の形状、カバー・プレートの金属に対するメッキの種類などを変えることで、音質もかなり大きく異なるため、金属のカバー・プレートは軽視されがちな部材であるが、この金属のカバー・プレートは実はとても大切な部材なのである。
また、ハーモニカのリードは、音を出す音域の周波数と同じ回数1秒間に振幅をし、音を発する。薄い金属片が1秒間に400回以上振える訳であり、長年月使用していたり、過度な使用をすれば必ず金属疲労を起こして、音程が狂ってくる。そして、その後はリードは折れてしまう。そのためリードは消耗品である。音程が不安定になってきたときには、リードの金属疲労が懸念されるので、専門家に見て貰うか、新規に購入し直す必要がある。金属疲労を起こし始めたハーモニカを使い続けていると、吸い音の際に折れたリードが口腔内に入り事故になる事例もあるので、この危険性はきちんと認識をしておく必要がある。なお、上を向いて吹くとより一層危険である。このことは、国内メーカー、特に鈴木楽器製作所の取扱説明書には記載されている。また、口を付ける楽器の性質上、ハーモニカを常に清潔に保つために、演奏前には必ず口腔内を丁寧に濯いでハーモニカを演奏し、演奏後はハーモニカを軽く振って水分を切ることが大切である。

## ハーモニカのアゲミの調整（調律の一種）
ハーモニカのリードを息で振動させるには「アゲミ」といわれる調律の一種で「リードの反り」を微調整する必要がある。販売されている交換用リードプレートは、調律されたリードプレートの場合もあるが、全くのプレーンの状態の物もあり各社での対応はまちまちである。ただし、このアゲミについては変化しやすいものであり、また演奏者の息の量によっても異なるため、プレート交換と同時にアゲミの調整もマスターする必要がある。
リードプレートを横から見た場合、リードに反りがついている。一般的には、リード1枚分の隙間を付けるようにリードを反らす方が良いとされているが個人差でこの微調整を好みに合わせて行うもので、リードの反り返りが大きいと、息を多く吹く・吸う、必要があり、強い息でしか反応しない。この場合大きな音が出るが、ただし度が過ぎると、音がかすれたり、音が出なくなってしまう。また、逆に、リードの反りを少なくすると少ない息で吹く・吸う、が行えるが、音が小さかったり、強く吹くと吹き詰まったりするうえ、唾液で音が出なくなったりする。また、リードに反りがない場合は、音自体が出ない。
　
真鍮製のリードは金属自体に粘りがあるため、この微調整がしやすいが、ドイツのサイドル・ゾーン社のハーモニカのようにステンレス製で制作されているリードの場合は、材質が堅いため、この微調整はやや難しく、習熟度が必要である。また、余り無理をすると、材質が堅いため破損に繋がる。

## ハーモニカの奏法
ハーモニカは吹奏楽器としてはめずらしく、吹くだけでなく吸うことによっても音を出す。吹く音と吸う音が混在していることによって、長いフレーズを息つぎなしに演奏することが容易である。また吹く音と吸う音を交互に並べることで、音が混ざるのを防ぐことにもなる。目的の穴に息を吹き込む（吸い込む）には、口をすぼめて吹く（吸う）パッカー奏法（ポピュラー・ジャズ向き）と、口を大きく開け、目的の穴以外を舌でブロックするタンブロック奏法（クラシック・ブルース向き）がある。

### ベンド奏法
ブルースやカントリーでよく使われる奏法にベンド奏法（またはベンディング）がある。これは口腔内を変化させ強く息を吸うことによって、正常位置より変位させたリードを異常振動させることで半音ないし一音低い音を奏する（ドローベンド奏法）。これによって1-3番でも一応音階を演奏できる。吹音のベンドも難しいが可能である（ブローベンド奏法）。8番以上は下の穴よりもブローベンド奏法がやりやすい。
これらの奏法は楽器のリードの寿命を著しく縮めるため、該当分野の奏者にとって10穴ハーモニカは消耗品である。そのため、国内外の大手ハーモニカ・メーカーでは、10穴ハーモニカの主力品種には、交換用としてリード・プレートのみの販売もしている。ただし、この交換用のリード・プレートはほとんどが調律(アゲミと呼ぶ)はしていないピュアな状態なので、そのままではあまり良い結果にはならないため、自分の好みに合わせてアゲミをして微調整をする必要がある。よって、リード・プレートの交換は、新規にハーモニカを購入するより安くでき、半額以下で修復可能だが、作業自体は自己責任で行う物であり、音質などの微調整の知識のある人が行う物である。

## 歴史

### ハーモニカの発明
ハーモニカの発明者は諸説あるが、その起源は1820年頃に作られたオルガンの調律用の道具が有力とされる。1821年、ドイツのベルリンで、オルガン職人の息子、クリスチャン・フリードリヒ・ルートヴィヒ・ブッシュマン (Christian Friedrich Ludwig Buschmann、1805年6月17日 - 1864年10月1日) という当時16歳の少年が試作した、「AURA（オーラ）」というオルガンの調律用に鉄製リードを付けた笛がハーモニカの原型として有名である。彼はアコーディオンの発明者としても知られている。

#### リヒター配列（ハーモニカの現在の西洋式標準配列）の考案
初期のハーモニカの原初的楽器は全ての音階が、単純な全て吹音楽器であった。それを改良し、吹く、吸うを交互に配列したリヒターハーモニカの発明最古の公表は、道具製作誌"Zeitschrift f・ Instrumentenbau" (Journal of Instrument Making) の1883年4月刊行の第3巻第21号に発表された物がある。道具製作誌（第2巻第23号、1882年9月）での公表では、1828年にハイド(Haid) でビジネスを開始し、後にバイエルン州へ移転後、既に「Joseph Richter」と呼ばれる名称でハーモニカ・メーカーに発展し、制作されていた。1867年に楽器のその多くは、ドイツ、オーストリア、スイスなどに販路を拡大していた。現代のハーモニカの音階の標準配列を考案したのは、このジョセフ・リヒター (Joseph Richter) により開発された物のため、西洋式標準配列は「リヒター配列」とも呼ばれる。

#### クロマチック・ハーモニカの完成
ハーモニカは、ポケットに入れて持ち歩ける簡便な楽器であったため広く普及したが、この当時のハーモニカは半音が出せないためアンサンブルには不向きであり、アマチュアの楽器と考えられていた。1920年代に現在と同じ構造の半音が出せる、クロマチック・ハーモニカ (Chromatic Harmonica) が開発され、ハーモニカがあらゆる楽器と競演できるように発展した。例えば、ラリー・アドラー、トミー・ライリー、ジョン・セバスチャンなどのプロ・ミュージシャンも登場した。伴奏用の各種ハーモニカも開発され、数多くのハーモニカ・バンドがナイトクラブやステージショーの芸人として活躍した。しかし、クロマチック・ハーモニカ自体は複雑な機構をもつので、メンテナンスにはある程度の技術を要するのと、複雑な構造なゆえに故障も多く、そして価格は高い物だった。

### 欧州での歴史
最初の商業的実用ハーモニカは、1824年にウィーンで発売されたものである。その頃は吹くだけの楽器であったが、ジョセフ・リヒター (Joseph Richter) によって、吹く吸うを交互に配列したリヒター・チューニングが発明され、その後西洋式音階配列のハーモニカの主流となる。そのため、これはリヒター配列とも呼ばれる。このハーモニカは1826年に作成され、その後の数年間でほぼ普遍的にそれ以降リヒター配列が採用された。ドイツでは、東部の町クリゲンタール (Klingenthal) に住むバイオリン製造者のマイゼル (Meisel) が、1824年にブラウンシュヴァイク (Braunschweig) の展示会でジョセフ・リヒターのハーモニカを買った。クリゲンタールから3マイルの距離にあるグラスリッツ (Graslitz) で鉄工をしていたラングハマー (Langhammer) とマイゼル (Meisel) はその楽器をコピーし、1827年に彼らは何百ものハーモニカを生産していた。他の多くは、ドイツに続いて、チェコスロバキアの近くで、1829年にヨハン・ヴィルヘルム・ルドルフ・グリエール (Johann Wilhelm Rudolph Glier) もハーモニカを作り始めた。
1830年代には端織機メーカーも営んでいた時計職人のクリスチャン・メスナー (Christian Messner、1805年11月1日 - 1874年12月13日) が 、ドイツ南部の町トロッシンゲン (Trossingen)へ彼の隣人と共にハーモニカをウィーンから持ってきた。クリスチャン・メスナー (Christan Messner)はそのハーモニカを1827年にトロッシンゲンでコピーし販売した。彼は最終的に彼の兄弟や親戚を交えて製造方法を秘密にしてハーモニカを製造し成功を収めた。 1840年以降、彼の甥のクリスチャン・ワイス (Christian Weiss) も、ビジネスに関与していた。「マウス・ハープ」と呼ばれる、殆ど現在のハーモニカに匹敵するものを手造りで製造していた。
1855年には、ドイツには3つの大きなハーモニカ・メーカーがあった。サイドル・ゾーン (C. A. Seydel Söhne)、クリスチャンメスナー·アンド·カンパニー (Christian Messner & Co.) 、そして ヴォルット・ハルモニカファブリック(Württ. Harmonikafabrik Ch. WEISS.)である。現在、唯一サイドル・ゾーン社のみ現存している。

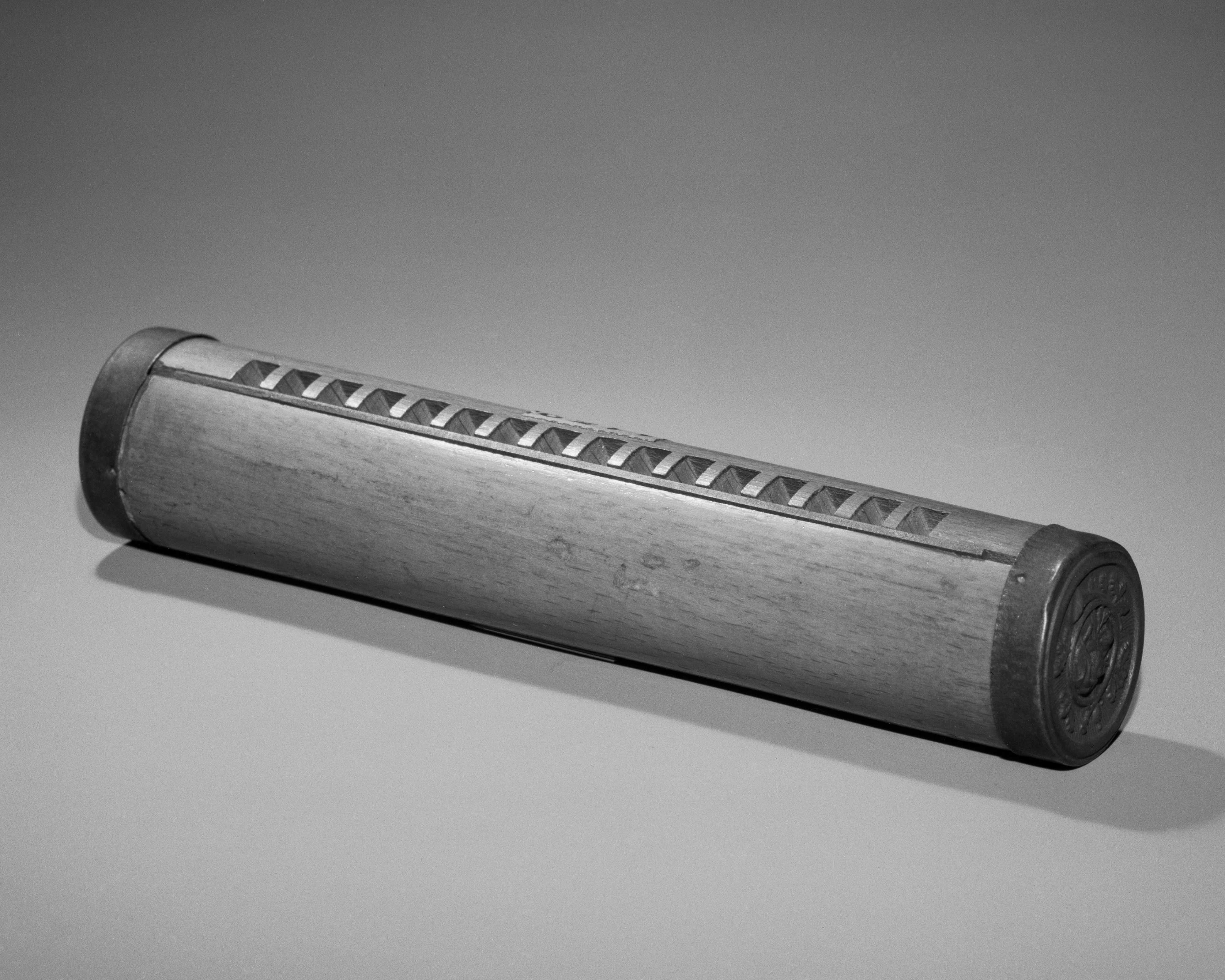
1860年代ごろのハーモニカ。
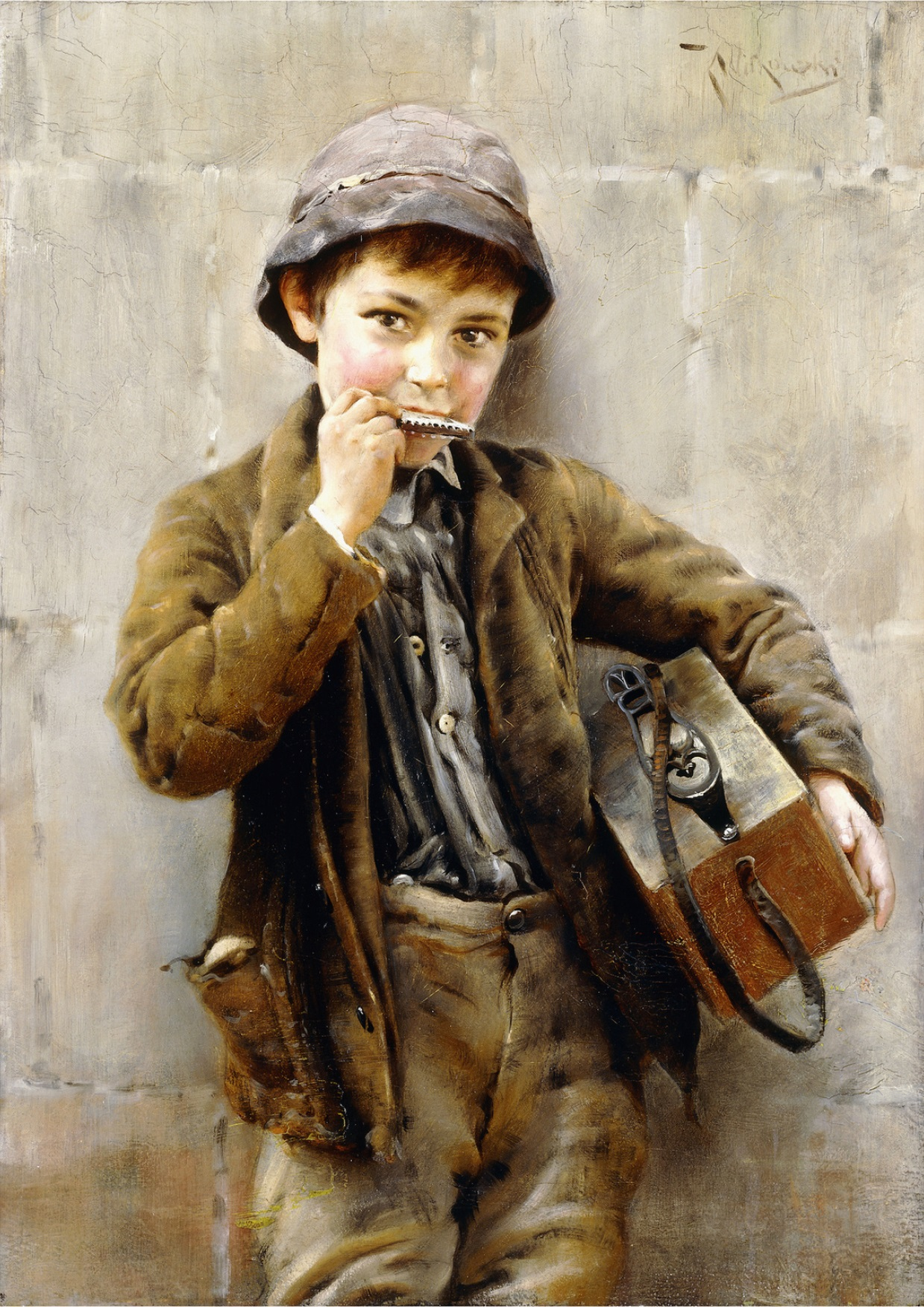
ハーモニカを吹く子供の絵。19世紀末
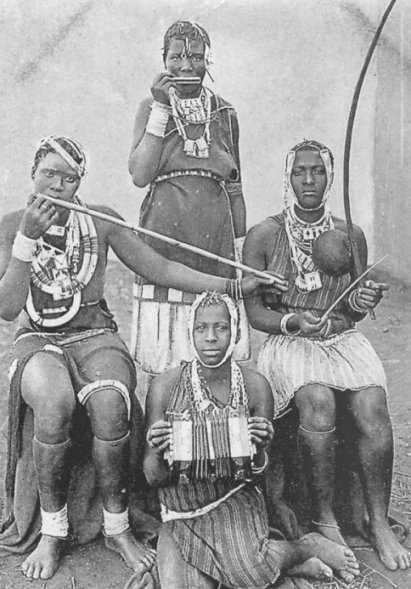
ズールー人の楽隊。中央の2人はハーモニカとコンサーティーナを持っている。1900年ごろ。ハーモニカは比較的早い時期から世界に広まった。

#### 世界最古のハーモニカ・メーカー、サイドル・ゾーン社の生き残りと復活

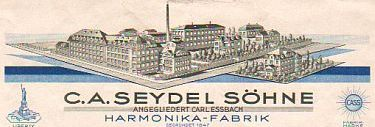
サイドル・ゾーン社のレターヘッド

一般的には、1827年が、ハーモニカの誕生年になっている。現存する世界最古のハーモニカ・メーカーは、チェコ国境に近いドイツ東部の町・クリゲンタール (Klingenthal) でクリスチャン・アウグスト・サイドル(Christian August Seydel) が興したハーモニカ専門メーカーのサイドル・ゾーン社 (C.A.Seidel Söhne) である。1847年の創業だが、第二次世界大戦後、企業等の国有化を推進してきた東ドイツ政府から工場は接収され、また“SAYDEL”の名前を使うことを禁じられてしまう。その結果、50-60年代のブルースやロックの時代の流れに取り残されてしまった。1989年にドイツの東西の壁が取り壊されてから、工場はサイドル一族の元に返還されたが、2004年に一度倒産し、その後立て直しをして3度目の創業として現在に至る。

#### ホーナー社の登場
1827年のハーモニカの誕生年から時が経て、その後改良が加えられ、中でもクリスチャン・メスナーなどが企業秘密にしていたハーモニカの製造法を密かにマスターして、自分の会社を設立したマティアス・ホーナー (Matthias Hohner、1833年 – 1902年) が、Hohner Musikinstrumente GmbH & Co. KG の創業者として、サイドル社から遅れること10年後の1857年、ホーナー社 (Hohner) を誕生させ、商業生産を始めた。当時は南ドイツのトロッシンゲン (Trossingen) にいくつもの小さなハーモニカ工房があり、ホーナーはそれらを吸収合併していき、企業力を高めていった。それと同時に、部品の製作の分業化を行い、技術の流出を防いだと言われている。ホーナー社がある地域では人口のおよそ1/3がホーナー社に就職していた記載が残されている。1862年-マティアス・ホーナーは、既にアメリカ大陸に移住していた親戚の勧めで、ホーナー社のハーモニカを初めてアメリカに輸出した。カナダに住んでいた従兄に自分の作ったハーモニカを6本送り、6ドルを手にしたのが、初のアメリカ大陸輸出と言われる。

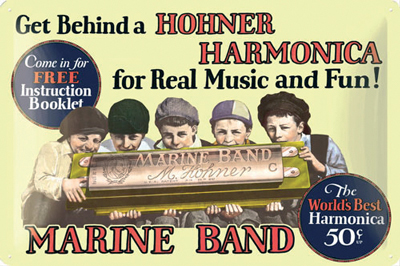
ホーナー社のハーモニカ「マリンバンド」の米国での広告。価格は50セントだった。
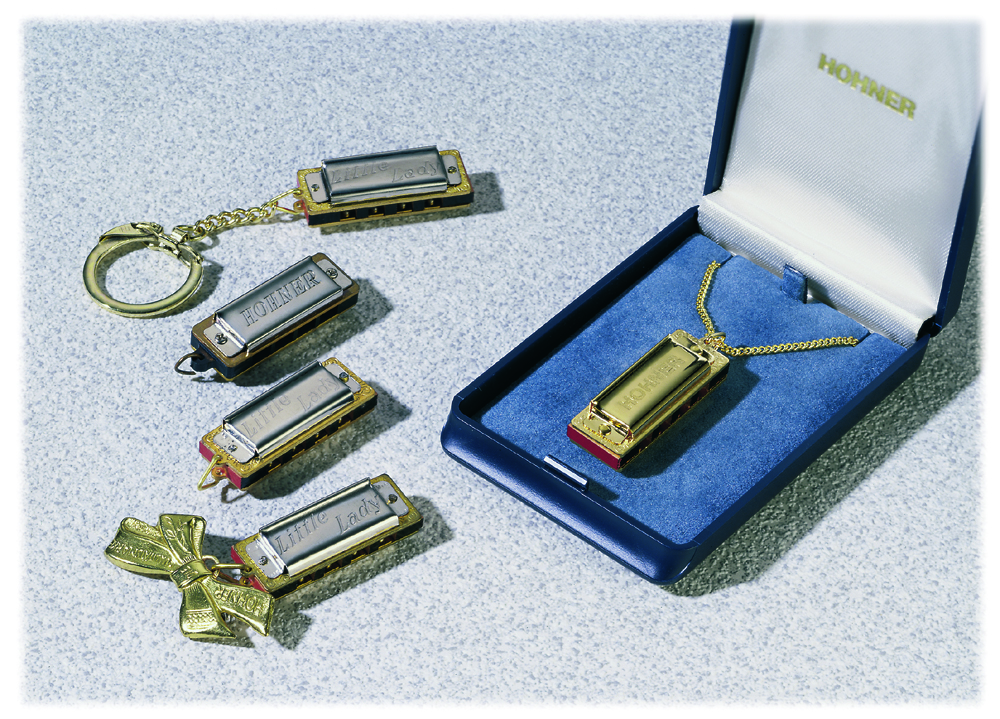
ホーナー社のミニ・ハーモニカ「リトル・レディ」。人類が宇宙空間で演奏した最初の楽器となった(宇宙船ジェミニ6-A号)。

ホーナー社は世界的なハーモニカメーカーとなった。1896年にホーナー社から発売された同社のマリンバンドという単音十穴ハーモニカはブルース奏者の愛用するところとなり、独特の奏法も生まれた。マリンバンドとは当時憧れの的であったアメリカ海軍軍楽隊の名前で、価格は、当時 US 50セントだったという。この価格設定は、実に巧妙で、ピアノやサクソフォーンは無理でも、何ヶ月か貯金をすると貧しい黒人社会の人間でも購入できる楽器であった。本体を横から見た姿がハープに似ているということから当時のハーモニカは米国でも「マウス・ハープ」と呼ばれたため、ホーナー社はブルースハープというモデルを発売した。この名称は現在ではメーカーを問わず、単音十穴ハーモニカを指して呼ぶほどの知名度を獲得した。

#### ヘリング・ハーモニカの登場と没落とその復活
1923年、ドイツ移民のアルフレッド・ヘリング（Alfred Hering) によってブラジル南部のブルメナウ市(Blumenau)に設立されたヘリング社 (HERING Harmônicas)は、長年にわたり、良質なハーモニカの生産において一定の評判を得てきた。その後、アルフレッド・ヘリングの死後、1966年にヘリング一族はドイツのトロッシンゲンにある、ドイツ・ホーナー社(M. Hohner)に株式を全て売却した。16年後の1996年、アルベルト・ベルトラッツィ (Alberto Bertolazzi) をリーダーとする投資家グループがヘリング社を買収し、ホーナー社は撤退した。最高品質の製品を製作するという構想により、ベルトラッツィとその経営チームは、ヘリング社をその原点であるハーモニカ専門メーカーへと戻した。ただし1979年までドイツ・ホーナー社の傘下にあり、ホーナー社の技術力を吸収し、スキルを高めてきた。日本への国内代理店はヤマハが担当していたが、2012年現在は扱い停止中である。

### 日本のハーモニカの歴史

#### ハーモニカの日本への渡来と国内企業の誕生

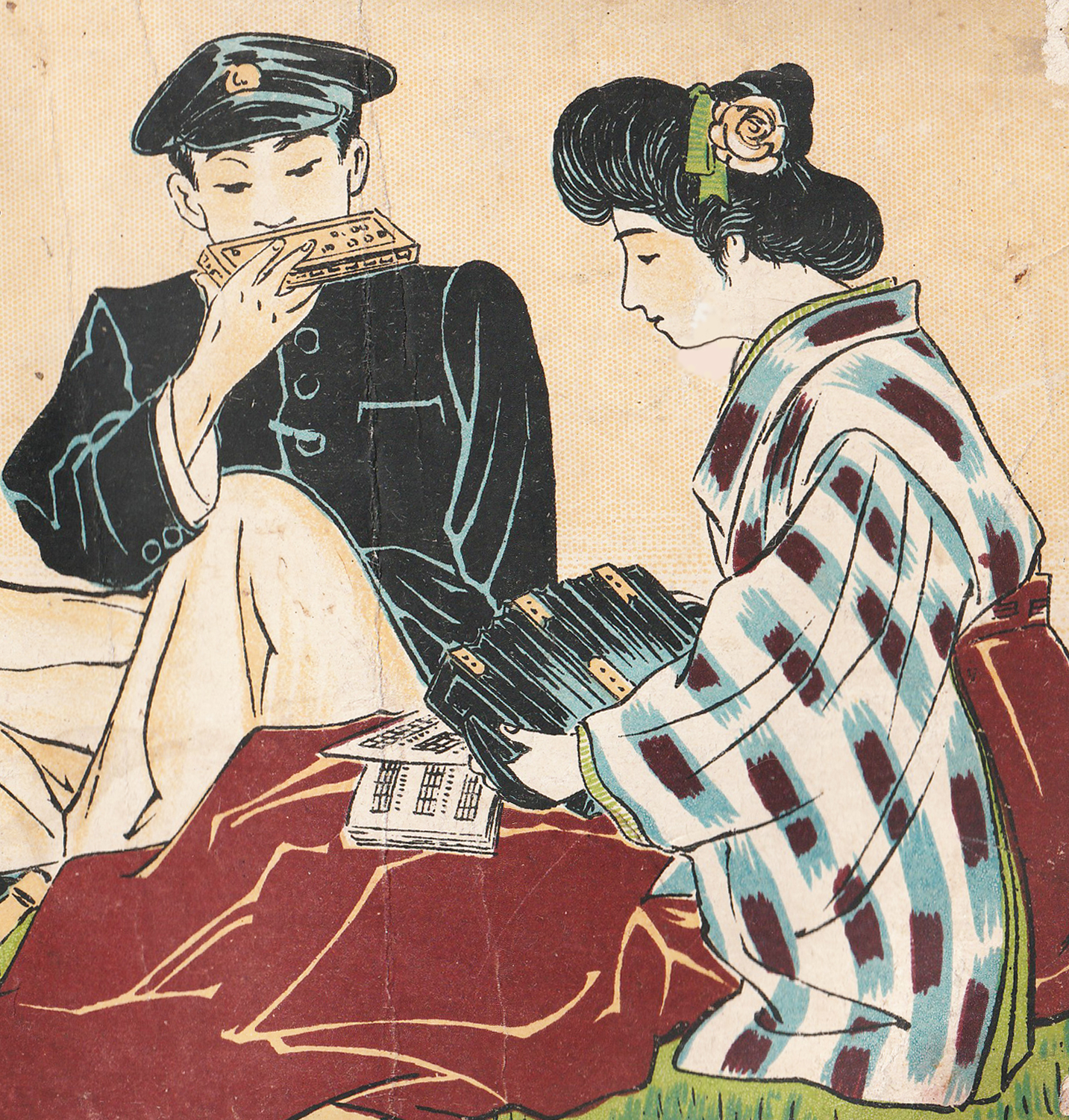
ハーモニカとアコーディオンの合奏を楽しむ男女の学生。1899年(明治32年)の本より

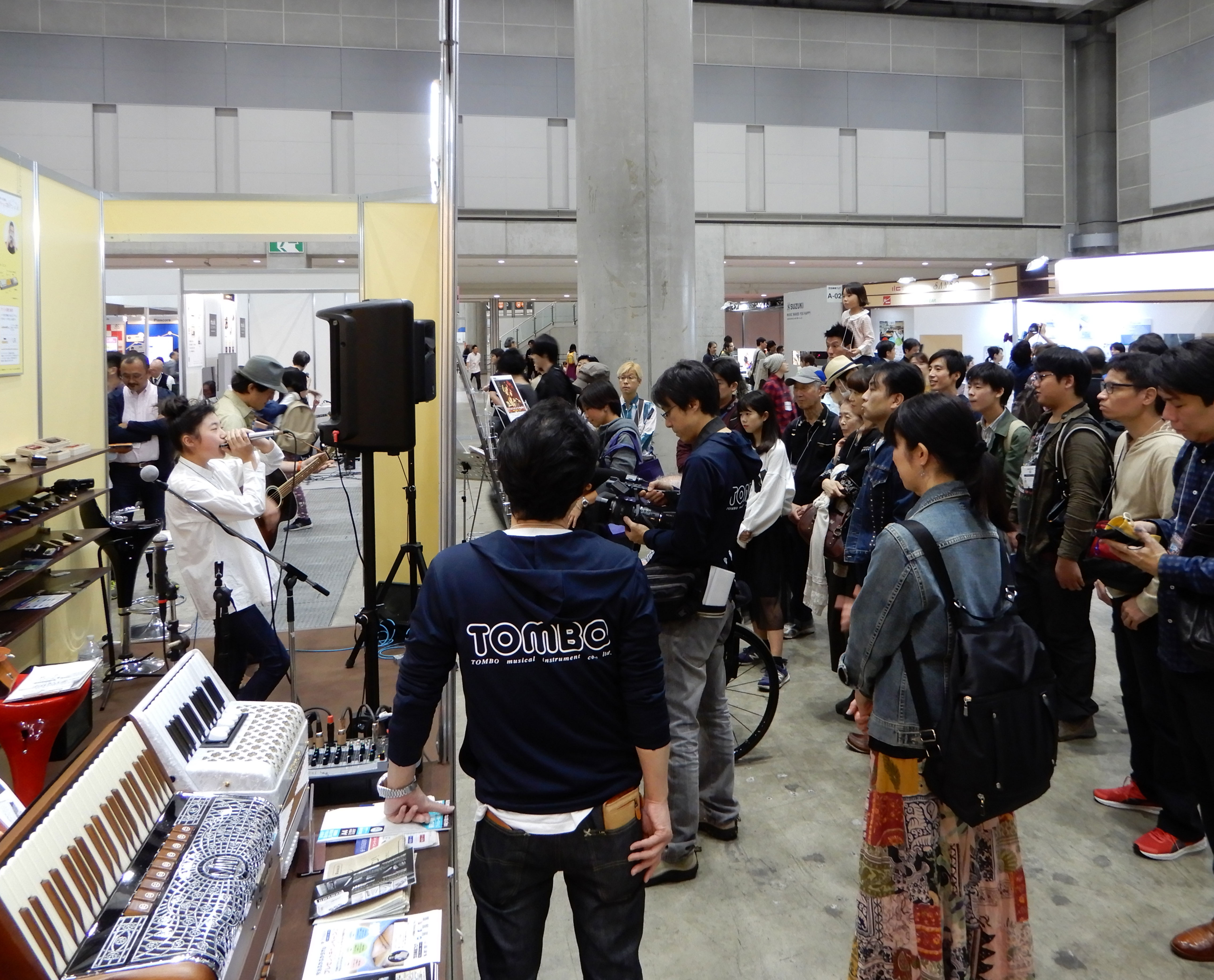
トンボ楽器製作所の「2018楽器フェア」でのブース。中学生のハーモニカ奏者、KOH氏が、ギターとデモ演奏

ハーモニカが日本に渡来した正確な時期は不明である。正規の輸入や一般販売の記録は、1896年（明治29年）8月刊の『手風琴独まなび』に掲載された広告に「西洋横笛（ハーモニカ）25銭、30銭、50銭、80銭、1円20銭、2円、2円50銭 、呼吸に任す自在の袖珍楽器なり」とあるなど、明治20年代までさかのぼることができる。
明治末には日本産の製品開発が始まる。1910年（明治43年）、日本国内でハーモニカの製造に最初に成功したのは、鶯声社の小林政次郎だった（K. ŌSEISYA. と社名が箱に書かれている ECHO HARMONICA が国内向けではヒットした。また、Music Master という12穴ハーモニカは輸出もされていた）。
その後、小さな町工場などで多数のハーモニカが作られていったが、1902年（明治35年）創業の玩具の卸問屋からスタートした真野商会が、ホーナー社の不良品を買い取り玩具のハーモニカを製作したところ大変好評だったため、他社を吸収合併し、初めて専門の企業としてハーモニカを日本で大規模に製造したのが、後に、トンボを企業のマークとした、トンボ楽器製作所である。ハーモニカ製造は1917年ごろからスタートしているので、現存する国内企業としてはトンボ楽器製作所が最古のハーモニカ製造企業となる。
やや遅れて、蝶をマークとして採用した日本楽器製造（現・ヤマハ）が1914年（大正3年）4月に製造を開始。かなり遅れて1952年（昭和27年）に操業を始めた鈴木楽器製作所が本格的に参入する。そのほかにも、ヤマト、東海楽器、全音楽譜出版社、河合楽器製作所、中央楽器製作所、内外ロビン楽器製作所、昭和楽器製造など様々な小規模企業が参入したが、現在でもハーモニカ製造を継続する企業は、トンボ楽器製作所、鈴木楽器製作所、昭和楽器製造の3つのみである。また2016年には、ヤマハ（旧・日本楽器製造）は学習用ハーモニカ数種のみしか販売しておらず、本格的なハーモニカ製造の第一線からは退いた。そして、2024年現在ヤマハはハーモニカ製造から全て撤退した。したがって国内企業で現在でもハーモニカ・メーカーとしての地位に有る企業は、トンボ楽器製作所と鈴木楽器製作所のみである。なお2024年現在、国内唯一のハーモニカ専業メーカーは昭和楽器製造だけである。日本最古のハーモニカ・メーカーの鶯声社は第二次世界大戦時の東京大空襲で焼失した。当時、鶯声社に在籍していた早乙女勝元は後に『東京大空襲』を執筆している。

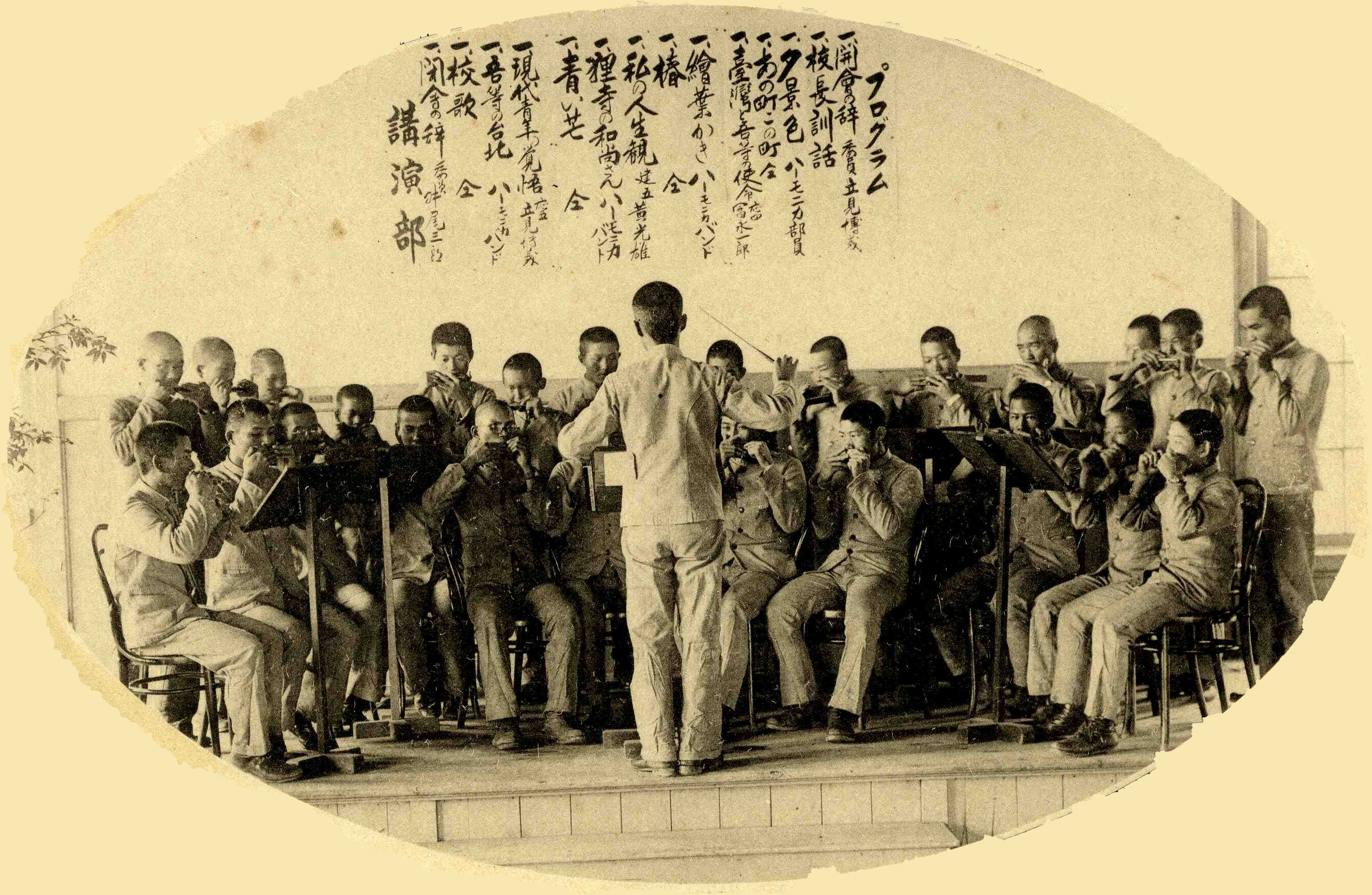
昭和初期、ハーモニカの合奏をする台北工業学校の学生たち。1934年

大正から昭和初期にかけて、ハイカラ好きの若者の間でハーモニカは人気があり、日本では太平洋戦争終了以前は「口琴」とも呼ばれていた（プロの間でもこの呼称が用いられていた）。中国語圏では現在でも「口琴」で通用する。1905年（明治38年）、日本で販売されたホーナー社のハーモニカ名は「カチドキ笛」である。日露戦争時に販売されたためにつけられた名前であり、ホーナー社の商売の巧さを垣間見ることが出来る。それらの流行から、大正から昭和初期にかけて各大学などにもハーモニカ・アンサンブルが作られるなど、マンドリンと人気を二分した。
ハーモニカの隆盛の流れに乗って、川口章吾 (Kawaguchi Syōgo)、佐藤秀廊 (Satō Hiderō)、宮田東峰 (Miyata Tōhō)などのプロの演奏家も生まれた。
1913年（大正2年）、ハーモニカの父・川口章吾が、ホーナー社のダブルリード・ハーモニカを改良し、川口章吾考案日本式複音ハーモニカを完成させた。日本では主にこの複音ハーモニカが使われた。

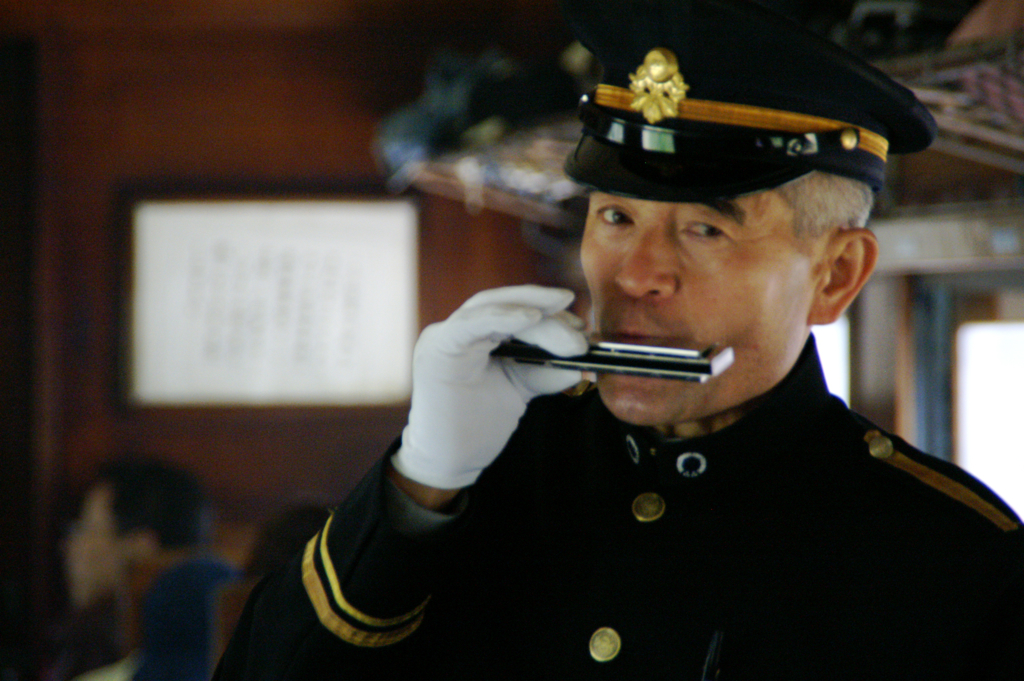
大井川鐵道のSLのレトロ感あふれる「ハーモニカ車掌」

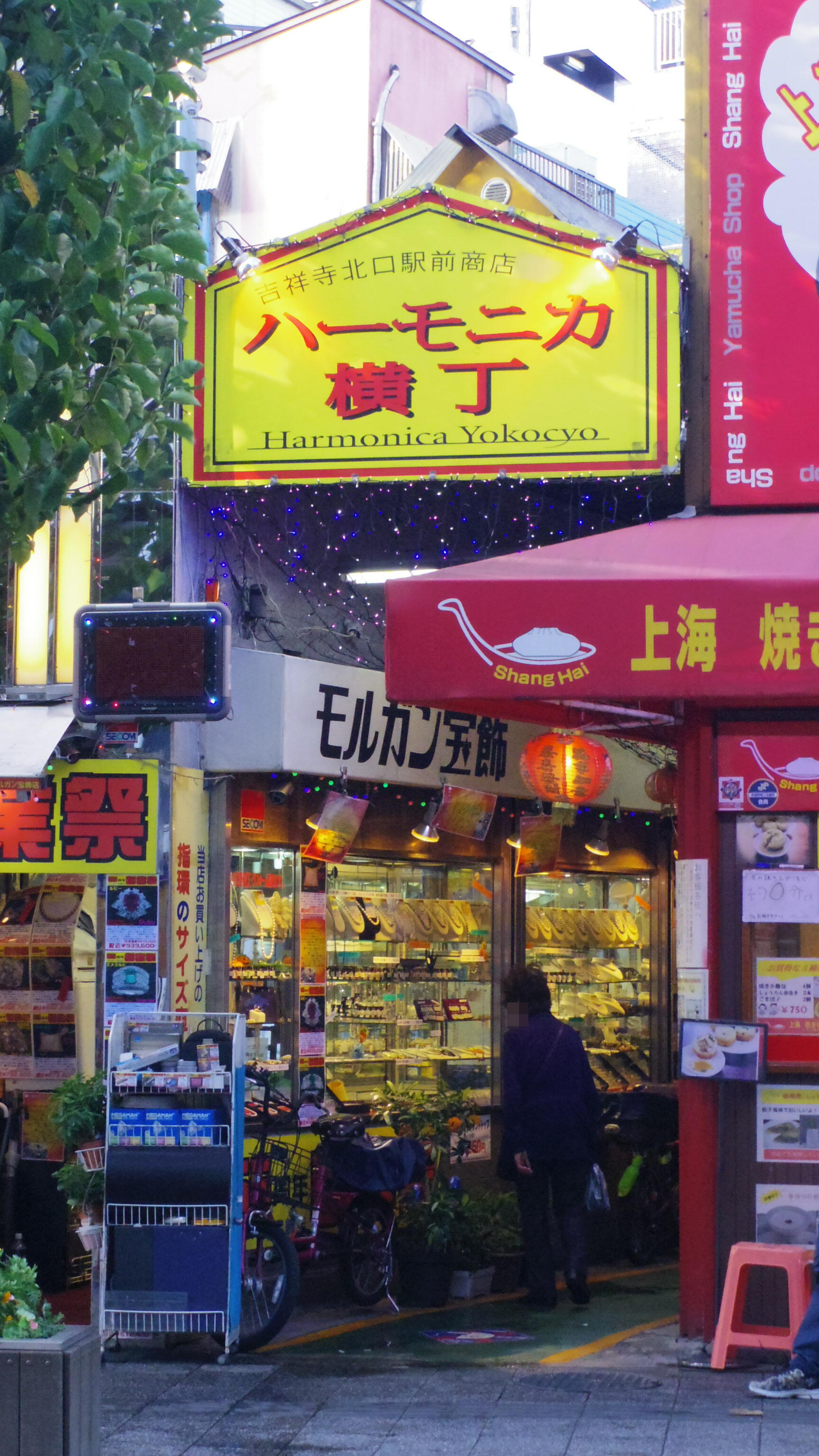
戦後の闇市から出発した吉祥寺のハーモニカ横丁

その後、日本画家を志していたが、関東大震災で右肩を負傷した佐藤秀廊が、ハーモニカへの夢を捨てきれず、実にトリッキーな複音ハーモニカの奏法を開発完成させた。これにより日本のハーモニカは、益々発展する。その後佐藤秀廊が、南ドイツのトロッシンゲン(Trossingen) に於いて、1926年（大正15年）「世界ハーモニカ生誕100年祭」に日本代表として渡欧し、1927年（昭和2年）の「世界ハーモニカ生誕100年祭コンクール」に参加して優勝し、「信じられないほどの高度のテクニック」(ティ・ツァルト紙評) と讃えられる。彼はホーナー社と契約を結び、ヨーロッパ各地9カ国で100回以上演奏会を開き、ホーナー社とハーモニカ普及に貢献した。彼の編み出したベース奏法や分散和音奏法（音楽界一般にはアルペジオ奏法と呼んでいるが、意味は同じである。）など独自の奏法は当時のヨーロッパ人にとって驚異的な技法だった。日本人としての音楽性を海外で認められた第一号でもあり、佐藤秀廊の偉業は日本音楽界での一つの金字塔となった。
この頃から楽器もドイツ製のオリジナルとは音の配列が違うものが、川口章吾考案日本式複音ハーモニカとして開発され、アジアの広範囲に Japanese Style Harmonica として広まり主流となった。
それまでメジャー・キー・ハーモニカ (Major Key Harmonica) しかなかったが、1930年（昭和5年）、佐藤秀廊を中心にマイナー・キー・ハーモニカ (Minor Key Harmonica) が世界で初めて日本に於いて完成された。 1931年（昭和6年）、佐藤秀廊は世界初のマイナー・キー・ハーモニカによる、最初の純無伴奏形式独奏曲『荒城の月(幻想的変奏曲)』を発表する。以上のように、昨今では演歌やシャンソンなどでは欠かせないマイナー・コードのハーモニカは、意外と近年になり登場した。

マイナー・キー・ハーモニカには現在、2種類あり、現代音楽やシャンソン、中南米のフォルクローレなどに向いている音階配列の「ナチュラル・マイナー・キー・配列」(Natural Minor Key Harmonica) と日本の民族音楽(演歌) などを奏でる時に便利な配列の「マイナー・キー・配列」(Minor Key Harmonica) がある。
海外では「ナチュラル・マイナー・キー・配列」の方が圧倒的に多く使用されているが、日本の音楽などには「マイナー・キー・配列」は欠かせないので、日本国内でハーモニカを購入する場合、大抵はマイナー・キー・ハーモニカといえば「マイナー・キー・配列」の物を指し、「ナチュラル・マイナー・キー・配列」は特注品だったりする。ただし個人が海外から輸入する場合は、このことに対しての注意して輸入する必要がある。海外で「マイナー・キー配列」は「ハーモニック・マイナー・キー配列」と呼び混同を避けている。

#### 戦前・戦後の3つの流行期
日本のハーモニカは3つの流行期があったという見解が一般的である。
- 第1期　大正から昭和初期にかけて複音ハーモニカの名手が多く輩出し、学生を中心としたハーモニカバンドが隆盛した時期
- 第2期　戦後、小学校の音楽教育用のシングルハーモニカが大量生産された時期
- 第3期　1977年、日本で「ハーモニカ150年祭」開催前後

戦前の1937年、音楽雑誌「ハーモニカ・ニュース」は、東京市ハーモニカ教育研究会の誕生記事を掲載している。戦前の日本では、大衆音楽の勃興と軌を一にしてハーモニカ人口は急増し、世界的に有名な奏者や楽器の改良も相次いだ。戦時中も、邦人の海外進出や、日本軍の海外占領地域の拡大に伴い、日本のハーモニカ界は海外でも積極的に活動したが、戦後はそれついて語りづらい雰囲気が生じた。
戦後は、大衆音楽の多様化が進み、ギターやウクレレ、ピアノなど他の楽器の愛好者も増え、それと反比例してハーモニカの人気はやや下火になった。小学校の一斉教育の教育楽器としてハーモニカが採用され、ハーモニカの生産量がピークを迎え持ち直した時期もあったが、1960年代後半から鍵盤ハーモニカが学校教育で採用されるようになると、再び下火となった。
1977年の「ハーモニカ150年祭」の前後には、クロマチックやテンホールズなどが見直され、ブームが起きた。その後は、中高年層を中心に安定した人気を保っている。

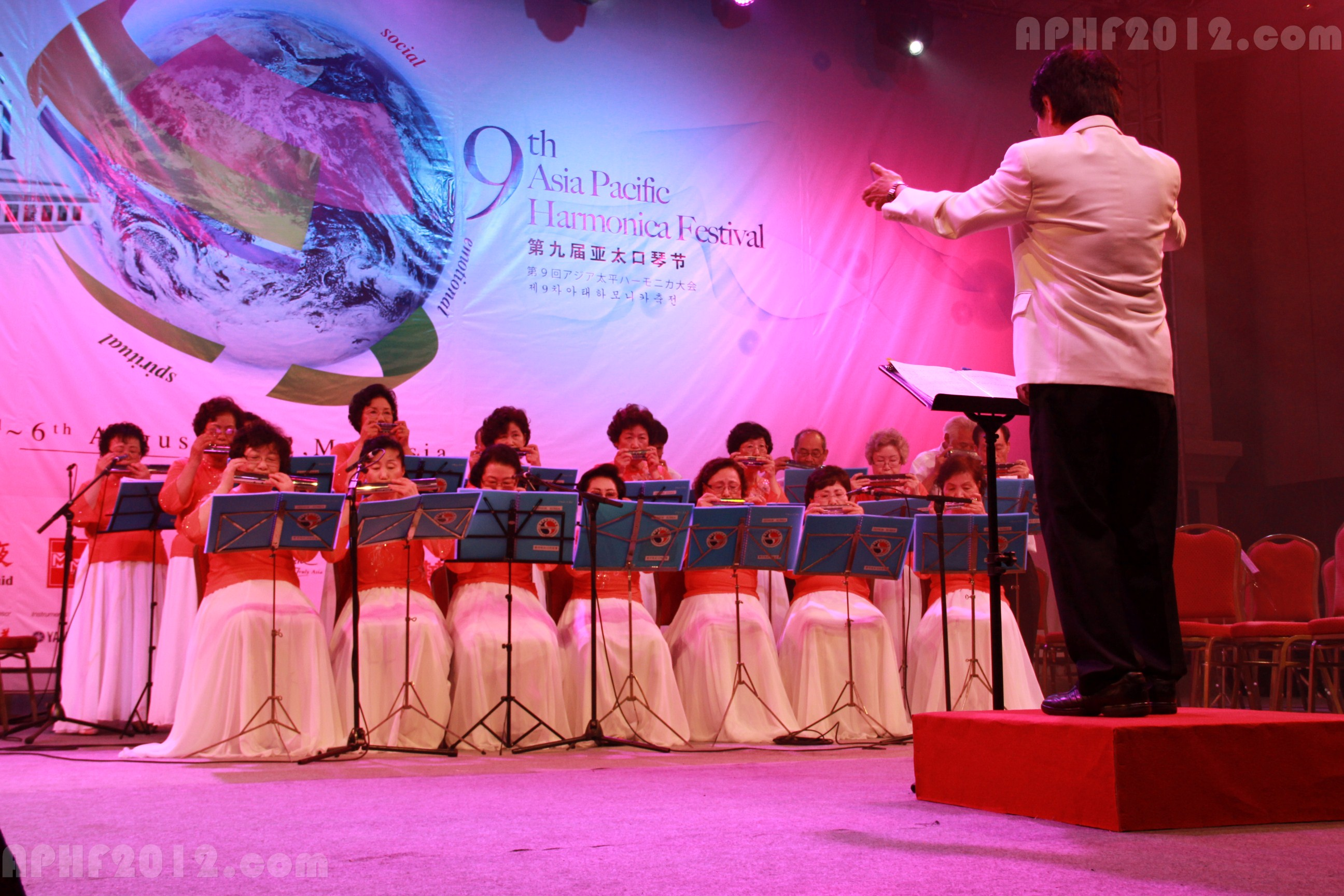
第9回アジア太平洋ハーモニカ大会。クアラルンプール、2012年8月

2002年の「第4回アジア太平洋ハーモニカ大会2002厚木」（俗に言われる、日本ハーモニカオリンピック）を境として、ハーモニカ人口が再び増えてきている。ただ、レッスン場が不足気味であり、指導者の高齢化等が問題になりつつある。音楽レッスン基本メソッドとして、有効とされる。基本的メソッドの成果として小学生プロも現れている。
ハーモニカはかつて（1970年代頃まで）日本の小中学校で教育楽器(学校教育用楽器)としても用いられた。15穴の単音ハーモニカが小学校、中学校には上下式のシングル・クロマティック・ハーモニカが導入された。しかし後者には統一された方式が存在せず、教師もハーモニカの教育を受けたわけではないため指導が困難であった。現在、教育楽器としては、鍵盤ハーモニカ（ヤマハの「ピアニカ」、鈴木楽器製作所の「メロディオン」など）に取って代わられている。

## 世界の状況
世界のハーモニカの主要メーカーは、ドイツのホーナー社 (Hohner Musikinstrumente GmbH & Co. KG), サイドル・ゾーン社(C.A.Seidel Söhne), ブラジルのヘリング・ハーモニカ (HERING Harmônicas)、日本のトンボ楽器製作所、鈴木楽器製作所、中国・上海の江蘇天鵞楽器有限会社(中国語名「江苏天鹅乐器有限公司」 英語名 Jiangsu Swan Musical Instrument Co.,Ltd) などが現存する大規模なハーモニカ製造企業である。
国内や先進国各国の中では既にハーモニカは飽和状態にあり、海外進出、特に開発途上国に向けてターゲットを絞った安価な製品開発や、学習用のハーモニカは有名メーカーのブランドの品でも、最近は本国では作らず、中国などでOEM生産されている。その代表的な物は、ホーナー・インターナショナル社の複音ハーモニカ「Hohner 455 Echo Celeste Tremolo Tuned Harmonica」で、音質は割と良いが18ドルとホーナー社の名前が有るにもかかわらずかなりの安価である。また、「HOHNER Tremolo Harmonica Weekender」というのもあり、こちらは10ドルほどで紙箱入りである。
また、国内企業も「Winner Tremolo Tuned Harmonica」 は発売当初は国内生産であったが、最近の流通在庫は全て中国製である。これは既に廃盤のモデルだが、東南アジアなどでは今でも売られている(2012年現在)。これは、初心者向けに作られたハーモニカではありながら、とても良い品質と音質で人気があった。これも途上国向けで紙箱入りで販売された。この「Winner Tremolo Tuned Harmonica」は普及版のハーモニカとして開発された物なので、発売当初から紙箱入りであった。ハーモニカの Key は一通り揃っており、24穴、20穴、16穴の3タイプが販売されている。これの古いロットは日本国内製で、製造停止間際のロットは全て中国製になっている。箱だけは全て日本製なので、バーコードの国を表すコードナンバーは全て日本を表す「49」で始まっているが、中身が異なる。日本製と中国製では、音質がかなり異なる。中国製の方がアゲミをしても音が籠もる感じがする。20穴、16穴の物は流通在庫にも箱にバーコードがない。
その後、日本企業では次世代の学習用複音ハーモニカの「Study-24 Tremolo Tuned Harmonica」それと、安価だが本格的な10穴ダイアトニック・ハーモニカ (ブルースハープ・タイプ) の「Folk Master」を中国国内に工場を造り、現地生産をしている。「Study-24 Tremolo Tuned Harmonica」の作りは丁寧だが、リードの品質は明らかに、「Winner Tremolo Tuned Harmonica」よりも下位ランクの物で、音質的な調整が未熟であり、また、息漏れがするので再調整をしないと大人の使用には耐えられない物である。音の鳴りも悪く学習用の域を出ない機種である。格段に上位機種との差別化が顕著になった。ただし、「Winner Tremolo Tuned Harmonica」と異なり、24穴のみになった。方や「Folk Master」の方は音量は小さいが、良い音色で、こちらの方は卸単価が8ドル50セント程度の安価な品なのだが、製品のばらつきや息漏れはほとんどない。この「Folk Master」の海外での大凡の定価は20ドル程度である。
これらの海外でしか販売されていない商品は、日本国内で価格維持のために、ライセンス契約上、国内代理店が輸入することはなく、海外の正規代理店からの逆輸入も契約上できなくなっている。そのため、日本人が眼にする機会はめったにないが、開発途上国での市場開拓の役目を担っている商品であるため、各社力を入れ始めている。

## 主な楽曲
- 「孤独の旅路」、ニール・ヤング
- 「孤独の叫び」、グランド・ファンク・レイルロード
- 「ザ・リバー」、ブルース・スプリングスティーン
- 「ミス・ユー」、ローリング・ストーンズ
- 「ラブ・ミー・ドゥ」、ビートルズ
- 「風に吹かれて」、ボブ・ディラン
- 「ハーモニカ協奏曲」、エイトル・ヴィラ＝ロボス、マルコム・アーノルド他が作曲。

## 著名なハーモニカ奏者

### ブルース
- ビッグ・ウォルター・ホートン Big Walter Horton (1917 - 1981)[9]
- キャリー・ベル (1936 - 2007)
- サニー・ボーイ・ウィリアムソンI Sonny Boy Williamson I (1914 - 1948)
サニー・ボーイIIと血縁関係はない。レコーディング歴が早いことから区別するために通常I世と呼ばれる。強盗の被害にあい、殺害された。
- サニー・ボーイ・ウィリアムソンII (1899 - 1965)[10]。独学でハーモニカを学び、他にギター、ドラム
1940年代、南部の放送局のライブショー『キング・ビスケット・アワー』に出演して人気を博した。
- サニー・テリー (1911 - 1986)
ブルースでの初期のハーモニカの使われ方は、現実音の物真似とも言われたという。鶏や狐の声を真似たり、汽車の音を真似たりした。そんな初期のハーモニカを髣髴とさせる奏者である。ハーモニカと声が混然となったサニー・テリーのスタイルはフーピンと呼ばれた。
- リトル・ウォルター Little Walter (1930 - 1968)
ハーモニカとマイクを両手で包みこんでギター・アンプを通して鳴らす方法をアンプリファイド奏法という。最初にこの奏法を使ったのが彼であるとの説があるが、スヌーキー・プライアーは自分の方が、アンプリファイド奏法を先におこなったと主張している。
- スヌーキー・プライアー Snooky Pryor[11]
- ジュニア・ウェルズ Junior Wells (1934 - 1998)
- ジェイムズ・コットン James Cotton (1935 - 2017)
- ジミー・リード Jimmy Reed (1925 - 1976)、ギターとハープ
- ハーモニカ・スリム
- ハーモニカ・ファッツ
- リトル・サニー、ファンク・ブルースのハープ奏者
- シュガー・ブルー、ローリング・ストーンズの『ミス・ユー』でブルースハープを演奏している。

### ブルース・ロック
- ポール・バターフィールド Paul Butterfield (1942 - 1987)
- ジョン・メイオール John Mayall (1933 - )
- チャーリー・マッスルホワイト Charlie Musselwhite (1944 - )
- キム・ウィルソン・ファビュラス・サンダーバーズのハーモニカ奏者。

### フォーク/カントリー
- ウディ・ガスリー Woody Guthrie (1912 - 1967)
- ボブ・ディラン Bob Dylan (1941 - )
- ニール・ヤング Neil Young (1945 - )
- ウェイン・レイニー Wayne Raney (1921 - 1993)
ヒルビリー・ハーモニカの第一人者。
- バディー・グリーン Buddy Greene
- チャーリー・マッコイ Charlie McCoy (1941 - )
ナッシュヴィルのスタジオプレイヤー。ソロ・アルバム多数あり、グラミー賞を受賞している。エリア・コード615 （後のベアフット・ジェリー）に参加。
- ジミー・ファッデン Jimmie Fadden (1948 - )
ニッティ・グリッティ・ダート・バンドのハーモニカ奏者。

### ロック/R&B
- ブルース・スプリングスティーン
- マーク・ファーナー[注釈 3]
- ジョン・レノン
- デルバート・マクリントン[注釈 4]
- ブライアン・ジョーンズ[12][13]
- ミック・ジャガー
- キース・レルフ [注釈 5]
- リー・オスカー Lee Oskar (1948 - )
元ウォーのハーモニカ奏者。
- マジック・ディック Magic Dick (1945 - )
J・ガイルズ・バンドのハーモニカ奏者。
ジョン・フォガティ
- ノーマン・グリーンバウム[注釈 6]
- ジョン・セバスチャン[注釈 7]
- アラン・ウィルソン Alan Wilson (1943 - 1970)
キャンド・ヒートのハーモニカ奏者。
- ジョン・ポッパー John Popper (1967 - )
Jポッパーは、ブルース・トラベラー Blues Travelerのボーカル、ハーモニカ奏者。
- ノートン・バッファロー Norton Buffalo[注釈 8] (1951 - )
- スティーヴィー・ワンダー Stevie Wonder (1950 - )

### ジャズ/クロスオーバー
- トゥーツ・シールマンス Toots Thielemans (1922 - 2016)
ジャズ/クロスオーバー界の代表的奏者。日本でもハーモニカおじさんとして親しまれた。ベルギー生まれ。
- グレゴア・マレ Grégoire Maret (1975 - )
エンドース・ハーモニカ奏者
- ハワード・レヴィ Howard Levy (1951 - )
- ジャン・ジャック・ミルトー Jean-Jacques Milteau (1950 - )、フランスのブルース・ハープ奏者
- トミー・モーガン Tommy Morgan
ハリウッドのスタジオミュージシャン。500本以上の映画音楽を録音している。ヘンリー・マンシーニのアルバムなどにも参加。

### クラシック/その他
- コーキー・シーゲル Corky Siegel (1943 - )
ギタリストのジム・シュウォールと組んで1960年代からシーゲル＝シュウォール・バンドで活動。1968年に小澤征爾指揮シカゴ交響楽団と共演した。
- ラリー・アドラー Larry Adler (1914 - 2001)
- ジョン・セバスチャン John Sebastian
ロック・ミュージシャンのジョン・セバスチャン(1944 - )の父。息子もハーモニカを吹く。
- トミー・ライリー Tommy Reilly (1919 - 2000)
- ウーゴ・ディアス Hugo Diaz (1927 - 1977)
アルゼンチン出身の実在したフォルクローレ、タンゴハーモニカ奏者。
- フランコ・ルシアーニ Franco Luciani (1980 - )
アルゼンチン出身の演奏者。ウーゴ・ディアス同様、フォルクローレ、タンゴを演奏する。
- ジョニー・ミュラー
アルフレッド・ハウゼ楽団のハーモニカ奏者

### 日本のハーモニカ奏者

#### パイオニア
- 佐藤秀廊(1899 - 1990)
複音ハーモニカの奏法を完成させた人物で、海外でも知られた。マイナー・キー・ハーモニカを世界で最初に開発し、それに合わせた曲を作曲したマイナー・ハーモニカの父でもある。その画期的な奏法の映像は、1983（昭和58）年8月18日(日)にTBS系列で放送されたドキュメンタリー番組『世界に響けハーモニカ 1927年5月15日』で見ることができる。
- 宮田東峰 (1898 - 1986)
日本で初めて専属楽団「ミヤタ・トンボ・バンド」を編成し、商業的にも成功を収めた。また、自身監修の複音ハーモニカ「ミヤタ・バンド」も発売され、日本におけるハーモニカ普及に多大な貢献をした。
- 川口章吾 - ハーモニカ奏者の草分け。

#### 主な演奏者
- あらいなおこ
- 阿部薫
- 今出宏°[14]（10 holes harmonica）
- 大石昌美 (1930 - 2021)[15]
佐藤秀廊師の愛弟子。日本の複音ハーモニカ界のプレーヤー。「歌うハーモニカ」の異名で親しまれた[15]。
- 大竹英二 [16]
- 木谷悦子
- 斎藤寿孝(1940 - )
複音ハーモニカ奏者。佐藤秀廊門下。現全日本ハーモニカ連盟理事長。
- 崎元讓 (1947 - )
崎元は、日本におけるクラシック系クロマチックハーモニカ奏者の先駆け。CD、教本、曲集などを多数出版。
- 妹尾隆一郎 (1949 - 2017)[17]
別名ウィーピング・ハープ・セノオ。日本におけるブルース・ハーモニカの著名奏者。
- 田中光栄(1971 - )
田中は、クロマチックハーモニカと10ホールズハーモニカを演奏する男性プレーヤー。ジャズハーモニカの演奏者。クロマチックハーモニカの曲集&教本を多数出版。
- 千賀太郎 (monster大陸)
小学生の頃からプロ、その後本名で活動している。
- 寺澤ひろみ
- 徳永延生 (1950 - )
日本におけるジャズ・ハーモニカの著名奏者[注釈 9]
- 徳永有生(1990 - )
徳永延生の次男。2014年よりクロマチックハーモニカを学び、父と共にハーモニカ教室の講師を務めている。
- HIROKING[18]
- 西村ヒロ[19]
- 林田圭子 (1970 - )
- 比嘉祥人 (1985 - )
比嘉は富山市を拠点に活動する若手クロマチックハーモニカプレーヤー。
- 南里沙 (1987 - )
若手女性クロマチックハーモニカプレーヤー。[注釈 10]
- 八木のぶお（1952 - ）
堀井勝美プロジェクトの作品では常連ソロイストの一人として知られる[20]。
- 山口牧 (1972 - )[21][注釈 11]
- 山下伶 (1987 - ) [22]
横浜市を拠点に活動する若手女性クロマチックハーモニカ&フルートプレーヤー（出身は埼玉県）[注釈 12]
- 和谷泰扶 (1960 - ) [23]
クラシック系のクロマチックハーモニカ奏者。洗足学園音楽大学講師。

#### 主なフォーク/ロック・ミュージシャン
- 岡林信康
- 萩原健一
- シバ
- 井上陽水
- 吉田拓郎
- 遠藤賢司
- 友部正人
- 泉谷しげる
- 相島一之[注釈 13]
- 小沢昭一 (1929 - 2012)
プロの演奏家ではないが大のハーモニカ好き（複音ハーモニカ）であり、対談番組などでは必ず一曲演奏していた。自身のシングル曲『ハーモニカ・ブルース』では間奏でハーモニカ演奏をしている。
- 江森陽弘
司会者。頻繁にハーモニカ演奏を披露した。
- 甲本ヒロト
- 知久寿焼（元たま、現パスカルズ）
- 山崎まさよし
- 稲葉浩志（B'z）
HOHNER社より日本人としては初のシグネイチャー・ブルースハープを発売
- チバユウスケ(元THEE MICHELLE GUN ELEPHANT現、The Birthday)
- 長渕剛[24]

### ハーモニカ・バンド
- ハーモニカ・ライナーズ
- ハーモニカ・ラスカルズ
ボラ・ミネヴィッチが主催、ジョニー・プレオ、レオ・ダイヤモンド、リチャード・ヘイマン、ジェリー・ムラッドら多くのハーモニカ奏者がこの楽団出身。
- ハーモニキャッツ
ジェリー・ムラッドが結成したトリオ。『ペグ・オ・マイ・ハート』などのヒットを飛ばす。
- ミヤタ・ハーモニカ・バンド
宮田東峰が主宰したバンド。中央大学ハーモニカ・ソサィエティーの前身。商業的にも成功を収め、大正から昭和期のハーモニカブームを牽引した。
- ハーモニカ・ソサイアティー
ハーモニカを中心としたビッグバンド形式による演奏を行う大学のサークル。現在、中央大学、立教大学、早稲田大学、明治大学、関西学院大学、鹿児島大学に存在しており、各々の演奏会のほかにジョイントコンサートを行っている。[25]
- 福島ハーモニカーソサエティー - 大正期の日本で有数と言われたハーモニカバンド[26]。古関裕而が上京前に参加していた。

## 映画とハーモニカ
ルビイ (1952)
リチャード・ヘイマンによる主題曲が映画そのものよりよく知られている。
現金に手を出すな (1954)
主題曲『グリスビーのブルース』
空中ぶらんこ (1956)
ハーモニカ・ラスカルズのジョニー・プレオが出演。
墓にツバをかけろ (1959)
主題曲『褐色のブルース』
真夜中のカーボーイ (1969)
ハーモニカによるテーマ曲の奏者はトゥーツ・シールマンス。ダスティン・ホフマン主演。
ウエスタン (1969)
真似したくなる印象的なハーモニカ。チャールズ・ブロンソンが演ずる役名がハーモニカ。
クロスロード (1986)
サニー・テリーの遺作。
バグダッド・カフェ (1988)
ハーモニカ奏者はウィリアム・ギャリソン
キングピン (1996)

## ハーモニカ製造メーカー
- ホーナー社/ホナー社 (Hohner) - 国内輸入代理店は「モリダイラ楽器」
- Hohner Musikinstrumente GmbH & Co. KG
- サイドル・ゾーン社 (C.A.Seidel Söhne)
- ヘリング・ハーモニカ (HERING Harmônicas) Hering USA
- Swan Musical Instrument Co. Ltd

日本
- トンボ楽器製作所
  - トンボ楽器製作所の「Lee Oskar」のみ 国内代理店は「島村楽器」
- 鈴木楽器製作所
- 昭和楽器製造